# 山下奉文
山下 奉文（やました ともゆき、1885年（明治18年）11月8日 - 1946年（昭和21年）2月23日）は、日本の陸軍軍人。最終階級は陸軍大将、位階勲等は従三位勲一等功三級。
高知県出身。陸士18期・陸大28期恩賜。太平洋戦争の劈頭、第25軍司令官としてイギリス領マレーとシンガポールを攻略した武功、「マレーの虎」の異名で知られる。

## 経歴

### 生い立ち
1885年（明治18年）11月8日、開業医である父・佐吉、母・由宇の次男として高知県香美郡暁霞村（現香美市）に生まれる。2歳の時、父親の故郷である長岡郡大杉村（現大豊町）に移る。兄・奉表は海軍の軍医となり最終階級は海軍軍医少将。弟・奉守、妹・照猪、妹・久寿猪の五人兄妹。
暁霞(あかつか)尋常小学校、韮生（にろう）高等小学校、海南中学校（同窓に沢田茂）卒。

### 軍歴
広島陸軍地方幼年学校、陸軍中央幼年学校を経て陸軍士官学校（第18期、兵科・歩兵）卒業。見習士官を経て1906年（明治39年）6月26日に陸軍歩兵少尉に任官（広島・歩兵第11連隊附）。1916年（大正5年）11月25日には陸軍大学校（第28期）を卒業（席次は6位、御賜の軍刀を拝受）。
参謀本部部員、陸軍省軍務局課員を務めるとともに、スイス・ドイツ・オーストリアにも駐在。帰国後は歩兵第3連隊長、陸軍省軍事課長を歴任し、1934年（昭和9年）8月1日に陸軍少将へ昇進、翌1935年（昭和10年）には陸軍省軍事調査部長となる
妻は永山元彦陸軍少将（騎兵第2旅団長）の長女・久子。永山少将が佐賀県の出身で、宇都宮太郎・真崎甚三郎・荒木貞夫へとつながる、いわゆる「佐賀の左肩党」の系譜に属したため、女婿である山下も皇道派として目されるようになった。
また、山下は安藤輝三らのちの決起部隊の一部将校が所属していた歩兵第3連隊長を以前務めていて彼らと面識があった。子どもがいなかった山下は部下の若手を可愛がったが、特に安藤を可愛がっていた。安藤は秩父宮雍仁親王にも溺愛され、部下からも慕われるなど人間的な魅力に溢れる人物であった。当時彼らの動向を探っていた片倉衷によれば、打診に来た安藤に「岡田はぶった斬らんといかんな」「もっと垢の取れた案を持ってこい」と無責任かつ味のある言い回しで皇道派の幹部として理解を示すような発言をしており、決起部隊の一味とされても抗弁できないぐらいに踏み込んでしまっていた。

### 二・二六事件
しかし1936年（昭和11年）2月に二・二六事件が起こると、一報の電話を受け取った山下の義妹・永山勝子は、山下は隣の部屋から飛んでくると電話を引き継ぎ「何!……やったかッ」と大声で叫び、そのあとは沈黙したと証言した。彼女によると山下は「陛下の軍隊を使うなんて、自分たちの目的のために使うなんてもってのほかだ」といかにも悔しそうであったともいう。山下は同調者ではないかと周囲からは見られており、山下宅の電話は事件前から逓信省と陸軍省軍務局（事件後は戒厳司令部）によって傍受・盗聴を受けていた。
決起部隊が反乱軍と認定されることが不可避となった折に、山下の説得で決起部隊の青年将校らは自決を覚悟した。このとき山下は陸軍大臣と侍従武官長を通じて、彼らの自決に立ち会う侍従武官の差遣を昭和天皇に願い出たが、これは昭和天皇の不興を買うことになった。この件に関して『昭和天皇独白録』には「本庄武官長が山下奉文の案を持ってきた。それによると、反乱軍の首領3人が自決するから検視の者を遣わされたいというのである。しかし、検視の使者を遣わすという事は、その行為に筋の通ったところがあり、これを礼遇する意味も含まれていると思う。赤穂義士の自決の場合に検視の使者を立てるという事は判ったやり方だが、背いた者に検視を出す事はできないから、この案を採り上げないで、討伐命令を出したのである」とある。また『木戸幸一日記』にも「自殺するなら勝手になすべく、このごときものに勅使なぞ、以ってのほかなり」とあり、青年将校を擁護する山下に対し、天皇や元老の評価は極めて低かった。
最終的に、青年将校らの多くが自決せずに投降したとき、青年将校らのいた山王ホテルにやって来た山下は、彼らに拳銃や装具を外し軍刀の所持のみ認めるとし、「覚悟は出来ているか」と彼らに言って、自決する気を失っていた青年将校らを「俺たちに腹を切れということか」と怒らせ、裁判で山下らが自分らに何を言ったかを裁判でぶちまけてやると憤激した者もいたという。
事件収拾後、山下は天皇の信頼を失ったと考えており「奉公の支えをなくした」として軍からの退職の覚悟も固め、その日を反乱軍参加者を多く出して解隊が検討されていた歩兵第3連隊の軍旗奉還の日と決めていたが、天皇により歩兵第3連隊の存続が認められると、軍務継続の覚悟を取り戻し、川島義之陸軍大臣の遺留もあって、朝鮮・龍山の歩兵第40旅団長への転任という形で軍に残った。しかし、事件の影響で陸軍の主流から外れることとなった。山下が事件直後に外地に移動になり、中将の時に陸軍航空総監 兼 陸軍航空本部長を務めたことを除き、陸軍三官衙（陸軍省・参謀本部・教育総監部）から遠ざけられて外地の転任に終始したのは、この侍従武官の差遣を天皇に願ったことにより天皇の不信を買ったため、天皇の意向によるとの説をとる者も多い。このように二・二六事件は山下の人生に最後まで大きなマイナスをもたらすことになった。しかし、山下の皇室に対する尊皇心は全く揺らぐことはなく、くつろいで寝そべっているときであっても、皇室、陛下という言葉が出るとそのたびに正座するほどであったし、のちに二・二六事件の話題になるたびに「陛下に申し訳ないことをした。つぐないをしなければならぬ」と唇をかみしめていたという。

### 日中戦争
第40旅団長としての働きぶりは、これにより二・二六事件によるマイナスを挽回しようとするかのような危険を顧みない勇敢なものとなった。1937年（昭和12年）7月盧溝橋事件によって日中戦争（支那事変）が始まると、第40旅団は朝鮮半島の龍山から出征、山下にとっての初陣となったが、指揮官先頭で最前線での指揮を行った。7月28日には北京南郊外で歩兵第39旅団歩兵第78連隊が中国軍と遭遇、山下は第20師団からその支援を命じられると、歩兵第80連隊第3大隊に後続を命じ、わずか1個小隊を直卒して出撃した。目的地の黄村駅に達したがいつまで経っても後続の第3大隊が到着しないため、昼食をとりながら待機していたが、第20師団参謀長杵村久蔵大佐から進撃の督促があると、後続を待つことなくわずか1個小隊の戦力を従えて敵軍めがけて突進した。やがて中国軍と接触すると、乗馬鞭を持ちながら射撃する兵士の後ろに立って「オイオイ、お前、どこを撃ってるんだ。それじゃ、屋根じゃないか。もっと下げて、もっと・・・おお、よしよし」などと直接射撃指導まで行った。中国兵は巨体でひと際目立つ山下をよい目標と思ったのか、軽機関銃の斉射が山下の足元に弾着しはじめ、慌てて副官が「閣下、あぶない、下がってください」と叫んだが、山下は構うことなく引き続き小隊の指揮を執り続けた。やがて第3大隊が到着したので、ようやく最前線から退いたが、山下の勇敢さは師団全体に響き渡った。どんなに勇敢な兵士であっても、初陣では弾丸に身をすくめるのが普通であって山下の肝っ玉はずば抜けているとの評判が広がり「歩兵砲」（銃弾では敵わないという意味）というあだ名で呼ばれることとなった。のちに山下この時のことを友人の沢田茂に「あえて弾雨の中に進んだ」と話しているが、沢田は山下が二・二六事件の責任のため自ら進んで死に場所を求めていたのではないかと推察している。
しかし、勇敢なのは山下個人の行動であって、旅団の指揮は冷静かつ慎重で、日本軍の悪癖でもあった部下将兵の体罰にも否定的であった。当時の日本軍内に蔓延していた俗説に「兵隊は弾丸の下をくぐる回数と、ビンタの数が多いほど強くなる」というものがあったが、山下の方針は全く正反対であった。日中戦争では高粱畑が戦場となることが多かったが、背の高い高粱は中国兵のよい潜伏場所となって、中国軍を侮って無理攻めした日本軍がたびたび痛撃を被っていた。第40旅団の兵士も勝利を重ねて中国兵を侮るようになっており、強攻したがったが、山下はそれを戒め、いち早く味方陣地周辺の高粱を刈り取らせて、視界を確保してから前進させた。このおかげで第40旅団の被害が激減した。また、歩兵第80連隊が太子河の右岸高地を攻撃していたとき、師団長の川岸文三郎中将以下師団幹部がその攻撃ぶりを査察していた。師団長の査察に恐縮していた歩兵第80連隊は、作戦地図にない川の存在などで地形の問題もあって苦戦を強いられていた。その様子を望見していた師団司令部から「すみやかに敵拠点を奪取せよ」と督戦が幾度もなされて、最後には連隊長がたまりかねて「連隊は只今より、連隊長軍旗を奉じて突撃せんとす」と連絡してきた。その連絡を聞いた師団参謀は沸き立ったが、山下はただちに川岸に対して、すでに敵に相当の打撃を与えたので第80連隊を後退させると意見具申して認められた。師団参謀らは、勇敢と聞いていた山下の思わぬ弱気に顔をしかめたが、やがて第80連隊の将兵が多くの負傷兵を抱えながら憔悴した姿で帰ってきたのを見て副官は「あれで突撃していたら間違いなく全滅でした。改めて（山下）閣下の部下思いに頭が下がる思いでした」と山下の判断の正確さに敬服している。
その後山下は支那駐屯混成旅団長を経て、1938年（昭和13年）7月15日に 北支那方面軍参謀長を拝命した。山下はこれまでの前線勤務中に構想していた日中戦争解決策の実現に着手した。山下の構想というのは、中国からイギリスを始めとする外国勢力を駆逐して、中国の独立を確保したのちに日本と対等の立場で協力関係を構築するというものであった。その構想実現のため、まずは外国勢力を駆逐すべく天津租界封鎖を主導した。しかしこれは対イギリス関係の悪化を懸念する日本政府から横槍が入って、やがて日本とイギリス両政府間で政治決着が図られ封鎖は解除されている。中国と対等の関係を構想していた山下は、中国で横行していた日本軍兵士による略奪や強姦に厳しく対処して、違反した者は銃殺するとの布告を出した。一方で、抵抗する中国人に対しては治安維持の観点から厳しく対処しており、1939年（昭和14年）4月には「治安粛清要綱」を作成している。この要綱によれば、抗日ゲリラとみなされた者は裁判などの手続きを経ることなく、「現地処分」や「厳重処分」などと称して殺害することとなっていた。この要綱は日中の戦火の拡大によって中国全土で行われることとなり、太平洋戦争開戦後は後述するシンガポール華僑粛清事件などの虐殺事件に繋がっていったという指摘もある。

### 陸軍遣独視察団

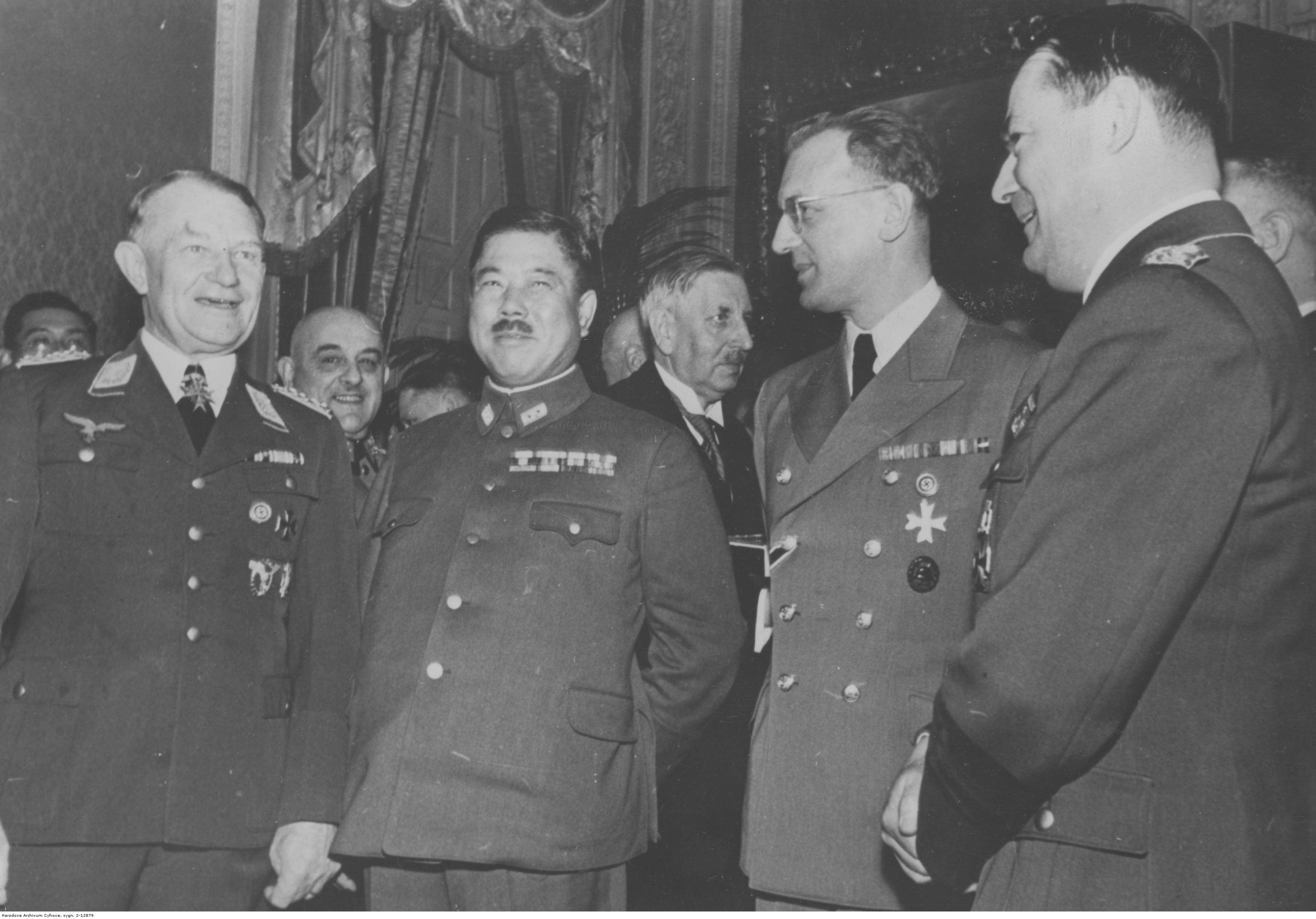
1941年の訪独時の撮影（左よりフリードリッヒ・クリスチャンセン、山下、アルトゥル・ザイス＝インクヴァルト、ヴァルター・シュヴァーベ＝ディッセン）

支那駐屯混成旅団長時代の1937年（昭和12年）11月1日には陸軍中将に進級していた山下は、1939年（昭和14年）9月23日、第4師団長に親補された。山下が第4師団長に親補されたのは、前任者の沢田茂、陸軍次官を務めていた山脇正隆の尽力による。沢田と山脇は、いずれも山下と広島陸軍地方幼年学校・陸士の同期生であった。
1940年（昭和15年）7月22日には、参謀次長を務めていた沢田茂の尽力により中央に復帰し、陸軍航空部隊の要職である陸軍航空総監兼陸軍航空本部長に親補された。
また、1941年（昭和16年）1月8日から4ヶ月間、同盟国ナチスドイツへの視察団（陸軍遣独視察団）の団長として訪独。山下はドイツ側からきわめて鄭重な歓迎を受け、到着早々にアドルフ・ヒトラー総統と面談している。その席でヒトラーは山下に「どんな秘密でも諸君らには公開しよう」と約束するほどの歓待ぶりであった。山下はレーダーの技術が欲しいと考えており、ドイツ国防軍最高司令部に幾度となく技術を見せてほしいと要請したが、ドイツ側にとってレーダーは最重要機密であり、山下が要請するたびに話を逸らされてヒトラーの約束通りには公開されなかった。しかし、山下らは諦めることなく、随行していた日本陸軍のレーダー開発指揮者である佐竹金次中佐によってドイツのレーダー技術の一部を持ち帰ることができて、超短波警戒機乙の開発に繋げている。
1月8日にベルリンに到着した山下一行は、1月いっぱいはドイツ国内の各所でパーティに招かれ大変な歓待を受けた。2月からは本格的な視察を開始し、精力的にドイツ軍各部隊、工場、学校、要塞などを見て回った。また、数多くのドイツ軍高級軍人と意見交換しており、その中には戦車戦戦術の専門家であったハインツ・グデーリアン上級大将も含まれており、ドイツ国防軍の陸軍総司令官ヴァルター・フォン・ブラウヒッチュ元帥には日本刀を贈呈している 。4か月の長い視察であったが、スケジュールはぎっしりと詰め込まれており、山下にとって充実した視察となった。視察で山下が最も関心を示したのがドイツ軍の新兵器ではなく、軍事力に及ぼす産業力の大きな影響であり、日本が近代戦に勝ち抜くには軍事力偏重ではなく、産業力の振興が極めて重要だと印象付けられた。
山下は5月13日までドイツに滞在し、5月14日に特別機で次の訪問地である同盟国イタリアに向かったが、途中でウィーンに立ち寄っている。ウィーンではクーデンホーフ光子と再会を果たしている。光子の亡夫ハインリヒ・クーデンホーフ＝カレルギーはオーストリア＝ハンガリー帝国の外交官で日本大使館での勤務歴もあり親日家で、山下も駐在武官としてウィーンに勤務していたときに大変に世話になっていた。イタリアではベニート・ムッソリーニ首相と面談し、天皇の親書を読み上げている。
イタリアには6月7日まで滞在し、その後山下一行は一度ベルリンに戻り6月17日にソビエト連邦のシベリア鉄道経由で帰路についた。途中にモスクワにも立ち寄って赤軍参謀総長ゲオルギー・ジューコフ大将とも面談している。その席で山下は「ヒトラーがケンカをしかけるつもりではないか」とジューコフに警鐘を鳴らしている。ジューコフはそんなはずはないと否定したが、山下は判断の根拠として「ドイツの兵営の大砲はみんな東側を向いている。人間は無意識のうちに、ただ砲を置くだけでも敵に向けるものだ」と説明している。実際に山下がモスクワを離れた数日後に、ドイツ軍がバルバロッサ作戦でソ連に侵攻しており、山下の予言は的中することとなった。
帰国した山下訪独団は視察の結果を日本軍の改善に活かそうと報告書を作成した。その中には、空軍の独立、陸海空軍を統括する国防省の設置、国防総長の新設による国防機能一本化などの日本軍組織の抜本的な改正案に加えて、陸軍の機械化の一層の推進や、中型戦車と長距離爆撃機の増強などの軍備に対する提案と、それを実現するための予算措置など微に入り細を穿つような報告であったが、山下を警戒していた東條英機陸軍大臣から報告書は骨抜きにされて、山下は 関東防衛軍司令官として満州に追いやられた。

### マレーの虎

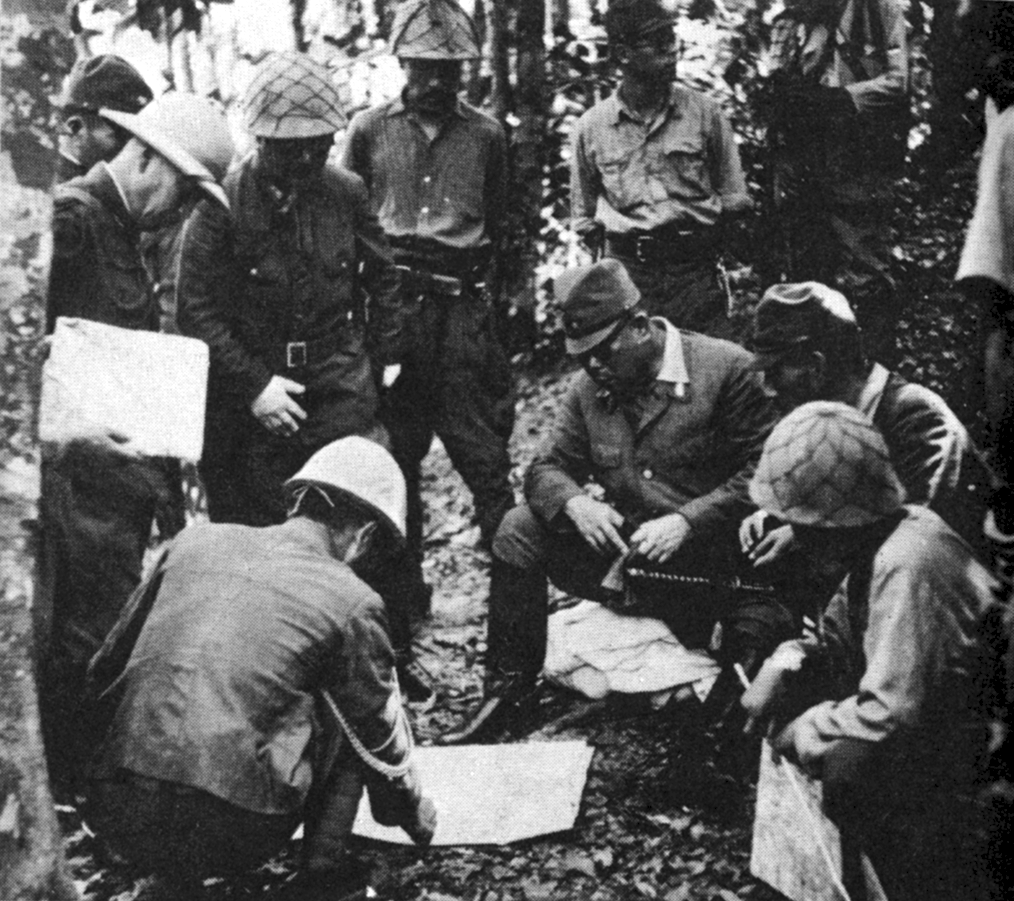
マレー作戦における山下（中央）

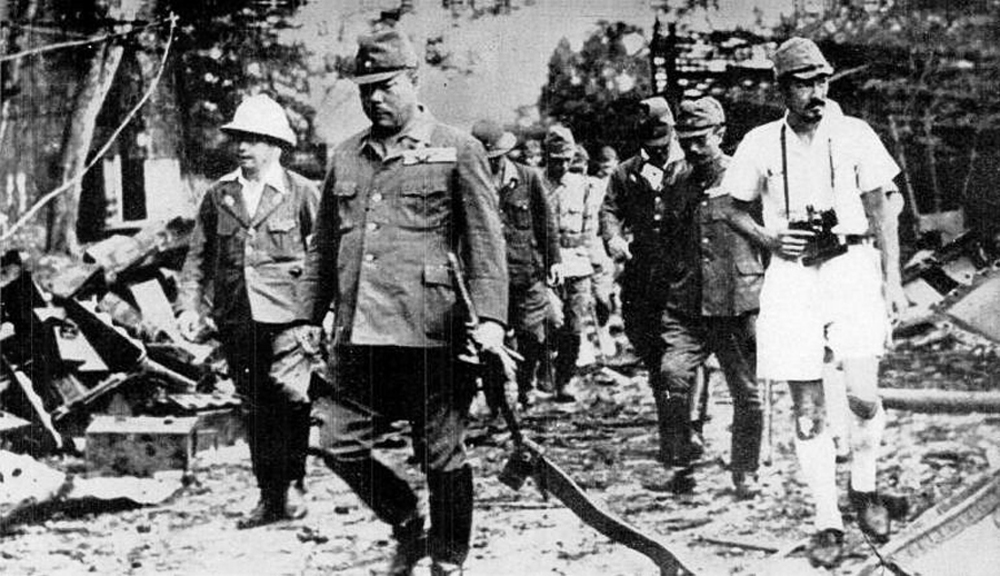
シンガポールにおける山下（左より2人目）

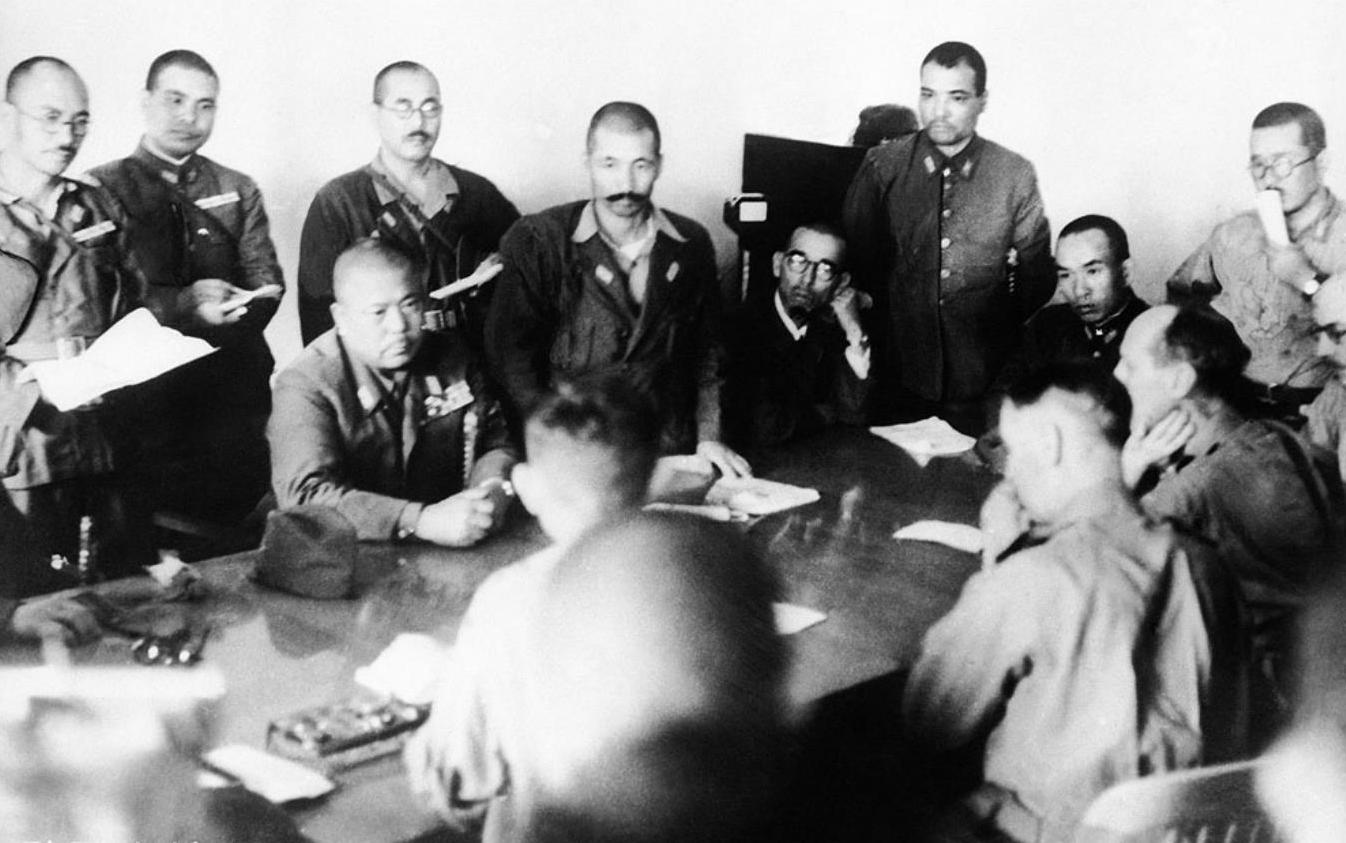
降伏交渉を行う山下とアーサー・パーシバル中将

太平洋戦争開戦を控えた1941年11月6日には第25軍司令官に親補され、マレー作戦（E作戦）を指揮した。総理大臣兼陸軍大臣であった東條英機は連合国との開戦を決意した際に、戦争の目的である南方資源地帯の確保のため、陸軍省人事局長の富永恭次中将に、南方作戦に従事する軍の人事を特に強化するよう指示した。東條と富永は統制派の重鎮で、皇道派であった山下を快くは思ってなかったが、能力重視で山下を大英帝国極東の重要拠点シンガポールの攻略を担当する、最も重要な第25軍の軍司令官に抜擢した。また、軍司令官のほかにも、参謀長に鈴木宗作中将、参謀副長に馬奈木敬信少将、作戦主任に辻政信中佐など厳選した優秀な人材が集められ、太平洋戦争中最強の軍司令部などとも言われた。
マレー作戦は日本軍による一連の南方作戦の第一発であり、1941年12月8日午前1時30分（日本時間）、隷下の第18師団がイギリス領コタバルへの上陸作戦を開始しているため、いわゆる太平洋戦争はこのマレー作戦によって開始されたもの（アメリカ領ハワイへの真珠湾攻撃に先立つこと約1時間20分前）である。
第25軍は各地でイギリス軍を撃破し快進撃を続けた。山下は「前進→突破→追撃→結集」というルーチンを繰り返し、ハンマーの連打のような攻撃をイギリス軍に断続的に加えた。この戦術の有力な武器となったのが、車両が通行困難なジャングルにおいても一定の進軍速度を維持できた自転車を活用した銀輪部隊であり、銀輪部隊の快走は退却するイギリス兵に絶えず圧迫感を与え、陣地を構築する暇を与えなかった。また、イギリス軍の防衛線にぶつかると、ジャングルや湖沼地帯を小舟なども活用して迂回し、側面からイギリス軍を攻撃した。山下のこのような戦法をイギリス首相ウィンストン・チャーチルは「ボートと密林によってイギリス軍を恐怖に陥れて、主要道路を叩き落とし、側面からの攻撃で気力を失わせる戦法で日本軍はマレーで勝利した」と評している。
ドイツ視察の効果で戦車の運用も巧みで、スリム河の戦いにおいては、島田豊作少佐率いる九七式中戦車を主力とするわずか1個中隊18輌の戦車が、イギリス軍2個師団が守る陣地を夜襲で突破するなど、イギリス軍を圧倒しながらマレー半島（イギリス領マラヤ）を制圧し、2月8日にはジブラルタル要塞と同様に巨費を投じて構築されたシンガポール要塞への攻撃を開始した。チャーチルは司令官のアーサー・パーシバル中将に死守を命じて、続々と援軍を送っており、パーシバルは4個師団相当の85,000人と現地義勇軍数万もの大兵力を指揮していた。その兵力の多くはイギリス本国軍やオーストラリア軍から構成され、主力戦車は配備されていなかったものの十分な装備に加えて、航空戦力でもバトル・オブ・ブリテンで活躍したホーカー ハリケーンMk.IIが100機送られた。
しかし、シンガポール要塞は東方海上からの攻撃に備えて構築され、主力兵器の 15インチ（380㎜）要塞砲などの要塞砲は海側を向いて設置されており、マレー半島を走破してジョホールバルから進攻してくる日本軍に対して役に立たなかった上、第25軍の3個師団36,000人の日本軍に3倍もの兵力を有しながら、訓練は不足しており相次ぐ敗戦で士気も低下していた。山下は自軍が圧倒的に劣勢なのは認識しており、パーシバルから第25軍の兵力と弾薬物資不足を見抜かれて、シンガポール市街を防衛線とした長期戦に持ち込まれれば勝ち目はないと分析しており、パーシバルの弱気な性格と連合軍将兵の士気阻喪の状況を利用し、一気呵成に攻撃して短期間で連合軍を降伏に追い込む作戦を立てた。
まずは、菅原道大中将率いる第3飛行集団がシンガポールを爆撃、ハリケーンを主力としたイギリス空軍が迎撃するも、陸軍航空隊の最新鋭戦闘機一式戦闘機「隼」を配備した加藤建夫中佐率いる飛行第64戦隊がハリケーンを次々と撃墜し、イギリス軍のハリケーンへの期待は裏切られた格好となってシンガポールの制空権は日本軍が確保した。第3飛行集団はシンガポールを連日爆撃し、たまらず極東のイギリス空軍司令部はシンガポールから逃亡し、日本軍から撃墜撃破を逃れた残存機もジャワやスマトラ島に退避してしまった。空からの援護で第25軍はシンガポールに上陸、激戦の末、シンガポールの水源地であり、大量の物資・弾薬が貯蔵してあったブキッ・ティマ高地を奪取すると、2月15日、パーシバルはたまらず山下に停戦を申し出た。マレー半島の戦いも含め大英帝国は死傷者20,000人に加えて、イギリス兵35,000人、オーストラリア兵15,000人、インド兵67,000人、現地義勇兵14,000人の合計131,000人以上が捕虜となるなど甚大な損害を被った。パーシバルに死守を命じていたチャーチルはこの敗戦に衝撃を受けて『大英帝国史上最悪の災害と最大の降伏』と後々まで悔やむこととなった
ただし、第25軍も短期決戦の計画もあって十分な量を携行しておらず、ブキッ・ティマ高地戦の時点では弾薬・食料も尽きかけており、薄氷の勝利であった。
山下は停戦協議の席上で、全面降伏に難色を示していたイギリス軍司令官のパーシバルに対し「イエスかノーか」と強く降伏を迫ったという逸話は一躍有名になったが、このときの雰囲気については異説もある（後述）。この巷に伝わる交渉時の山下の「イエスかノーか」の場面を表した蝋人形が、セントサ島にあるシンガポールの歴史に関する展示をしているImages of Singaporeの蝋人形館や、現在は博物館となっているシロソ砦に展示されている。
日本の新聞はその勇猛果敢なさまを「マレーの虎」と評し（「マライのハリマオ」は別人（谷豊）の異名）、マレー・シンガポールの早期攻略により山下は国民的な英雄となった。2月16日に木戸幸一内大臣が昭和天皇に対してシンガポール攻略のお祝いを言上したが、昭和天皇は「全く最初に十分研究したからだとつくづく思う」と喜び、同日には侍従武官から山下に天皇の賞讃を込めた聖旨と香淳皇后からの令旨が伝達されている。日本国内では提灯行列、祝賀会が多数開催され、面識のない人からも祝状が殺到し、生家の大杉村にも多くの国民が訪れた。また、「ヤマシタ」の名前は全世界に轟き、ドイツ陸軍士官学校の戦史教科書にもマレー作戦が追加されている。
しかし、山下自身は全く浮つくことはなく、戦勝の祝賀も極めて簡素なものとし、シンガポールへの入城式も行わなかった。天皇の聖旨に対しても、「今日ありがたきお言葉を賜るのは、これはすべて身を鴻毛の軽きにおいて戦い倒れた亡き戦友の贈り物であります」と感涙している。山下の頭にあったのは作戦中に死傷した将兵のことであり、2月20日には慰霊祭を開催したが山下の弔辞はしばしば涙で途切れた。負傷兵たちにも手厚く接し、大量の贈り物を持って各野戦病院を慰問している。また、降伏した連合軍の負傷兵にも手厚く対応しており、敗者に対する心遣いも怠らなかった。
山下はシンガポール攻略という大きな戦績をあげたが、その後は満州の第1方面軍司令官に転じ、しばらく大きな作戦を任されることはなかった。山下は、軍機を理由に次の任務地である満州に直行させられ、東京での昭和天皇への拝謁の機会がなかった。これは二・二六事件の時の山下の行動を天皇が苦々しく思っていたためだとも、皇道派の山下に対する統制派の東條が軍状奏上の機会を与えなかったためだともいわれている。事実であれば、ここに至っても二・二六事件は山下の人生に暗い影を投げかけていたと言える。また、1942年4月29日の天長節で、山下は会場の者に彼らが大日本帝国の臣民になったと演説し、「新附の民」（あらたに天皇の臣下となった民の意）と呼んだ。記者団はこの「新附の民」発言を報道、演説も打電したが、現地の処遇はまだ決定しておらず、これは東京でも問題になったとされ、篠崎護は、この演説は現地住民を安心させる効果があったものの、これが東條を警戒させ、満州転任のきっかけになったと考えている。その他に、上官にあたる寺内元帥が、山下の評判があまりに高くなったことと、自身の南方軍総司令部をシンガポールに移したものの先に現地にいた第25軍がより良い場所を押さえていたことで、寺内が山下に嫉妬と警戒心を抱いて東京に働きかけたという説もある。

### シンガポール華僑粛清事件
山下は敵軍捕虜には手厚い心遣いをする一方で、マレーやシンガポールに多数在住していた華僑に対しては弾圧することを決めていた。山下は 北支那方面軍参謀長の際に「治安粛清要綱」を作成し、活発な抗日運動を武力で粛清する方針を定めており、中国大陸では武力を背景とした高圧的な統治を行ってきた実績もあった。山下はパーシヴァルを降伏させると、シンガポール入城前に以下の華僑粛清方針である「掃蕩作戦命令」を全軍に通知した。
1. 軍はまもなくその中心部隊を新しい作戦に移すが、シンガポールの治安は非常に悪い。ゲリラのような抗日中国人の地下活動は広がってきているし、それが軍の作戦を妨げている。
2. 軍司令官はこれら抗日分子の絶滅を企図している。
3. （シンガポール警備司令官）河村少将は軍司令官の指揮の下でただちに地域の掃蕩作戦をおこない、抗日分子を一掃すべし。
4. この作戦実行の手段と方法は軍参謀長により指示される。

司令部に出頭した河村は山下から“粛清命令”を命じられ、参謀長の鈴木からは、作戦の決行日時や、抗日分子の調査方法など詳細の説明を受けて、最後に「適正と認めた華僑は厳重に処分せよ」と命じられた。あまりの命令に質問しようとする河村に対して鈴木参謀長はそれを遮り、これについて議論や意見もあるだろうが軍司令官によって決定されたことで期間を延長することも許されないと語り、ついで第25軍作戦主任参謀の辻政信陸軍中佐が「地下にもぐった義勇軍兵士や共産主義者によってゲリラ戦を開始する準備が進められている」「市内での略奪はひどくなっているし、各地で捨てられた武器弾薬が抗日中国人によって略奪され隠匿されている」などと華僑を粛清しなければいけない理由を説明した。
この華僑粛清は辻ら参謀が発案したという説が有力であり、辻は虐殺の実行者となる憲兵隊の虐殺の監督の担当となったためか、憲兵隊を激励して回るなど積極的であった。一方で山下は消極的で辻らに押し切られたとの説もあるが、上述の通り山下自身も中国大陸では抗日分子を粛清してきた経緯もあり、のちに第14方面軍司令官としてフィリピンに着任した際に、軍がフィリピンゲリラに手を焼いているのを見て「お前ら断固とした態度をとらんから、相手をつけあがらせるんだ。シンガポールではこう、ぴしゃりとやったのであとはおとなしくなったもんだ」と話すなど、消極的であったとは言い難いとの指摘もある。
山下の辻に対する印象は否定的であり、「我意ばかり強く、国家の重大事を任せることのできない小人、こすい（ずるい）奴」だと辻のことを評していた。辻は陸軍士官学校事件で容疑者の皇道派グループをスパイし摘発を求めるなど統制派としての動きが顕著な人物で、そのため皇道派の山下は辻に強い反感を抱いており、辻がいくら有能であっても黙って軍をその言うがままにさせるはずがないとする説も強い。
粛清での犠牲者は河村の手記によれば5,000人、戦後に調査したシンガポール国立公文書館によれば50,000人と犠牲者数には大きな幅があるが、シンガポールで虐殺が行われたことは間違いなく、山下が粛清に消極的であったかどうかはともかくとして、決定した司令官としての責任は逃れえず、のちのマニラ軍事裁判で被告とならなければ、このシンガポールでの事件の責任を山下が問われて、河村と同様に死刑は確実であったともいわれる。

### 陸軍大臣待望論
1943年（昭和18年）2月10日、陸軍大将に親任される。この昇進についても、シンガポールで華々しい戦績を挙げた山下にしては、遅きに失した昇進であって、天皇が大将昇進予定者の上奏名簿が手元に届き、その名簿のなかに山下の名前があると、無言で名簿を伏せて御璽を押印しないので、なかなか昇進できなかったなどと噂が飛び交った。山下の耳にもこのような噂が届いていたのか、昇進の第一報が届いたときには、参謀らとの会食中であったのに双眼は涙で潤んでいたなど感銘はひとしおであったという。やがて正式発表があり、陸軍参謀本部の梅津美治郎大将からお祝いの鯛一尾、日本酒一樽が届けられると、あえて師団長らからの祝宴の誘いを断って、親密であった参謀長と副官の3人で祝いの鯛と日本酒で夜更けまで歓談するほど歓喜していた。
その頃、日本では山下を陸軍大臣にしようという動きが始まっていた。山下陸軍大臣待望論は根強く、古くは山下が関東防衛軍司令官として満州にいたときに遡る。その声は山下の天敵とも言える東條の不評度の増大に正比例して大きくなっていった。やがてサイパンの戦いの引責で東條内閣が瓦解すると、次の陸軍大臣に山下を据えようという動きが活発化した。その中心となったのは東條内閣倒閣工作にも関与していた近衛文麿であったという。近衛が山下を担ぎ出した理由は、のちの近衛上奏文にも見られるように近衛は敗戦による共産主義革命を恐れており、その最悪の事態に備えて、皇室と国体を守るために皇室尊重の念に厚い皇道派の軍人を陸軍大臣として起用する必要があると考えたからであった。近衛はその想いを、東條辞職の4日前の7月14日に元老の平沼騏一郎に「敗戦恐るべし、然も、敗戦に伴ふ左翼的革命さらに恐るべし」「陸軍首脳たる者は、最も識見卓抜にして皇国精神に徹底せる者を要すは言を俟たず、軍部のいはゆる皇道派こそ、此の資格を具備すといふを得べし」と語っている。
政府や陸軍内で、戦争を主導した東條ら旧統制派に対する反感が渦巻いており、その結果として旧皇道派に対する評価が相対的に高まっていた。多くの皇道派高級軍人が二・二六事件の引責で軍籍を追われたなかで、山下が最高者となっていることは自明となっており、旧皇道派への期待がそのまま山下への期待となっていた。それは皇族も同様で、陸軍に軍籍を持っていた朝香宮鳩彦王、梨本宮守正王、東久邇宮稔彦王、三笠宮崇仁親王、賀陽宮恒憲王の宮家が協議した結果、山下を陸軍大臣に推薦する旨、天皇に上奏しようと画策していた。その動きを知った内大臣の木戸幸一は、陸軍首脳部と相談もせずに上奏で強行突破すれば、陸軍を刺激することになると換言し上奏を止めさせている。
組閣の大命を受けた小磯國昭も山下陸軍大臣を望んでおり、陸軍に申し入れを行ったが、陸軍内ではすでに梅津主導で後任陸相として杉山元を人選しており、小磯の申し入れを拒否している。この拒否については、事前に梅津から山下に話があって山下は諒解していたという推測もあるが定かではない。しかし、山下は東京での政治劇に興味を示すようなこともなく、満州の地で軍司令官官舎工事を自ら指揮したり、妻女を日本から呼び寄せるなど、日本内地の不自由な生活に比べて別天地の豊かさと楽しさを満喫していた。

### フィリピン防衛戦

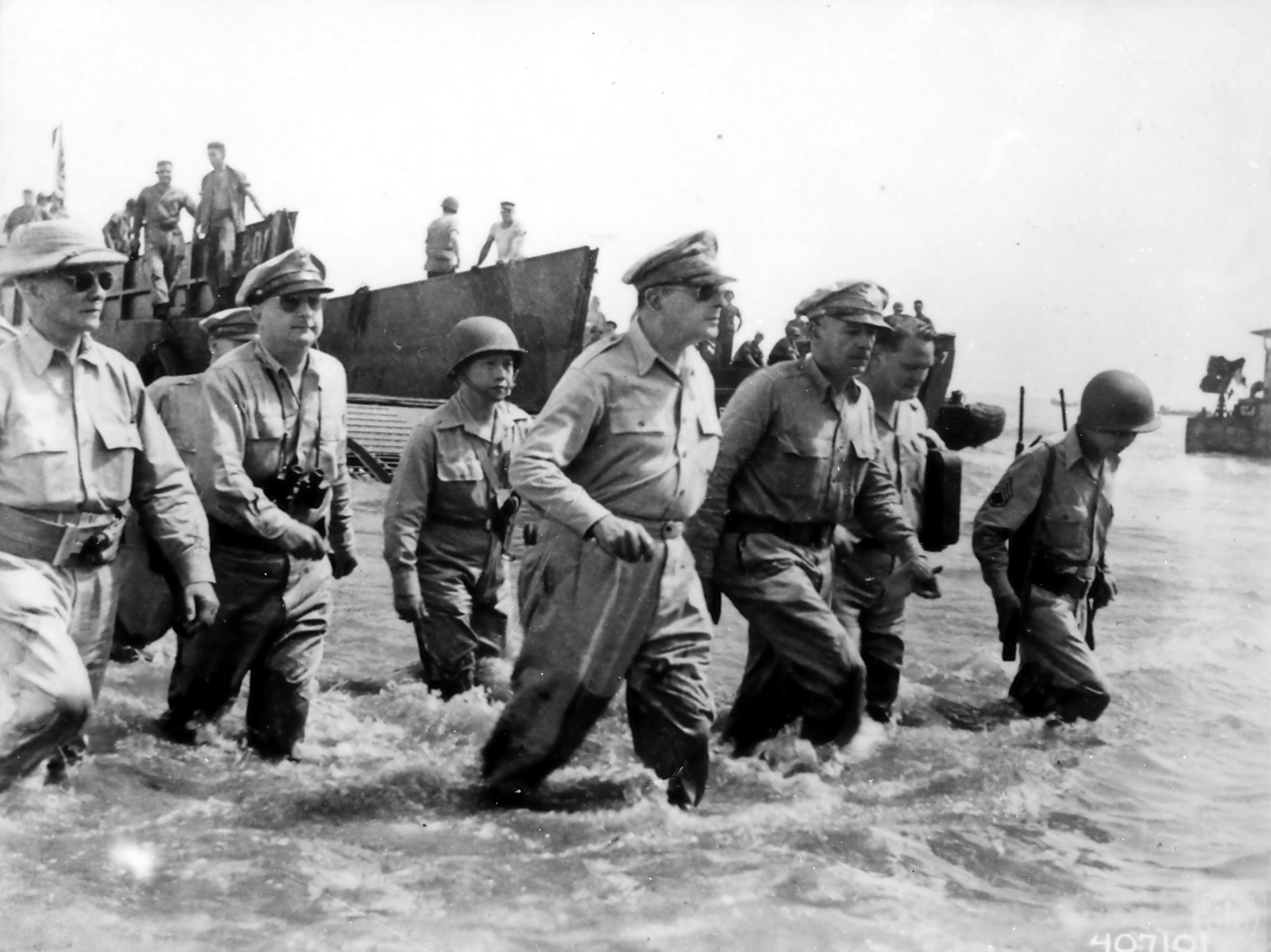
レイテ島に上陸するダグラス・マッカーサー大将

1944年（昭和19年）9月26日、フィリピン防衛のため再編成された第14方面軍司令官に親補され、フィリピンの戦い (1944-1945年)を指揮することとなった。山下は一旦東京に戻り、そこで天皇への拝謁を望んでいた。その席で山下はようやく二・二六事件のお詫びを天皇に直接できると考えていたが、大本営からは10月1日にフィリピンに出発せよとの命令があり、日程的に天皇との拝謁は困難となってしまった。それでも山下は諦めずに梅津にフィリピン着任日の延期を申し出ると、9月30日にようやく念願の天皇への拝謁を行った。拝謁は儀式ばったもので、天皇は頭をたれる山下に対して「ご苦労である、帝国の安危はひとつに比島軍の肩にかかっている…」という言葉をかけ、儀式が終わると天皇は侍従から教えられていた作法通りに静かに後ずさりで退出した。山下はお別れを…と結んだ唇で声にならぬ声で天皇に別れを告げたが、これまでの切願を果たして安堵感が全身を伝っていった。なお、第14方面軍参謀長には、山下の指名により近衛第2師団長の武藤章（陸軍中将）が任ぜられている。
フィリピンの戦局は風雲急をつげており、近隣のパラオ諸島のペリリュー島にはアメリカ軍が侵攻し、激戦が展開され、フィリピンにもアメリカ軍による空爆が強化されていた。そのような戦況のなかで、大本営は台湾沖航空戦での誤った戦果報告に基づき立案された捷号作戦によるレイテ島での決戦を目論んでいたが、フィリピンを守る第14方面軍の指揮は現司令官の黒田重徳大将では荷が重いと判断されて、山下に白羽の矢が立ったものであった。しかし、ダグラス・マッカーサー大将の指揮する西太平洋方面の連合軍はビアク島の戦いを制して、フィリピン目前まで迫っており、山下に残された時間は殆どなかった。山下は早速ルソン島の防衛作戦を検討しようとしたが、レイテ決戦を掲げる大本営や南方軍が作戦を指導してくるし、また参謀長の武藤をはじめまだ幕僚全員がフィリピンに到着すらしておらず、山下は全く身動きがとれなかった。
マッカーサーが率いるアメリカ軍大船団は、山下が着任して半月も経たない10月19日にレイテ島に来襲すると、翌20日には約20万人のアメリカ軍が上陸を開始した。山下は着任以来、事務的な業務などに忙殺されて、レイテ島を視察することもできなかったが、飛来する敵航空機がまったく減らないことから、山下は台湾沖航空戦の戦果発表を誤報と考え、このレイテ決戦に反対していた。このとき山下の司令部には、敵の意図や行動を正確に予測することから「マッカーサーの参謀」というあだ名をつけられていた名参謀堀栄三陸軍中佐がおり、あらゆる困難を排して状況把握に成功していた。そのため山下は、レイテ島へのアメリカ軍上陸の報を受けても、大規模な戦力移動などは考えていなかったが、南方軍総司令官寺内寿一元帥はアメリカ軍レイテ島上陸の報告を受けるや、山下に対して「驕敵撃滅ノ神機到来セリ」「第14方面軍ハ海、空軍ト協力シ、成ル可ク多クノ兵力ヲ以テ『レイテ』島二来攻セル敵を撃滅スベシ」と命じた。
山下とフィリピンに到着したばかりの武藤は寺内の方針に反対したが、既に日本軍全体がレイテ決戦に向けて動き出しており、連合艦隊は総力を結集してレイテ湾を目指し、第4航空軍や第一航空艦隊も航空総攻撃を開始した。しかし、連合艦隊はレイテ沖海戦で大敗して撃退されて、レイテ島の戦いの主導権は完全にアメリカ軍に奪われた。山下はレイテ島を持ち堪えることは困難と考えて、寺内にこれ以上の戦力をレイテ島に送るべきではないと迫ったが、寺内はレイテ決戦方針を変えることなく、山下にさらなる増援をレイテ島に送り込むことを命じた。寺内の命令によってルソン島や他のフィリピン諸島から多号作戦でレイテ決戦に多くの兵力が投入され、陸海軍の航空隊は神風特別攻撃隊や万朶隊といった特別攻撃隊まで出撃させて激しく防戦したが、やがて制海権と制空権をアメリカ軍に奪われると、輸送船の大半が撃沈されてレイテ島の日本軍は孤立することとなった。しかし、寺内はレイテ決戦を最後まで見守ることはなく、大本営の命令もあって11月17日にフィリピンからサイゴンに南方軍司令部ごと撤退してしまった。寺内の命令に憤慨していた山下は撤退していく寺内一行を見送ることすらしなかった。孤立したレイテ島の日本軍はアメリカ軍とフィリピンゲリラに包囲されて、飢餓と戦病で次々と倒れていき、やがてレイテ島はアメリカ軍の手に墜ちた。
レイテ島を攻略したアメリカ軍は、ついにルソン島に侵攻を開始した。これまで大本営や南方軍に振り回されてきて山下は、ようやく自分自身の考えでで現実的な作戦を行うことができたが、既に多くの戦力を失っておりできることは限られていた。山下の指揮下には、第4航空軍や海軍陸戦隊なども含めて275,000人もの兵力が集められたが、形式上は山下の指揮下であったはずの第4航空軍の冨永恭次中将や海軍陸戦隊は山下の命令に従わず、また、兵力の多くはフィリピン在住の日本人を召集したもので、武器も不足しており戦力も士気も乏しかった。この戦力ではアメリカ軍との正面決戦は不可能であり、山下は「できるだけ長く敵の大軍をルソン島に引き付けて」「アメリカ軍の我が本土攻撃を遅延せしめ、友軍の作戦準備の余裕を与える」ために「ルソン島では決戦せず、戦略持久に徹する」ことを決めた。
マッカーサーはルソン島には日本軍が大兵力を配置しており、その攻略には太平洋戦線過去最高規模の兵力が必要と考えていたが、既にナチスドイツは追い詰められて、連合国首脳はヨーロッパの戦争は最終段階に入っていると考えており、そのような状況で、マッカーサーは政治力を駆使して、ヨーロッパ戦線への増援に予定されていた戦力も含めた300,000名の兵員と1,000隻の艦艇と多数の航空機をルソン島攻略のために準備した。この戦力はSHAEF司令官ドワイト・アイゼンハワー大将が北アフリカ戦線やノルマンディ上陸作戦で指揮した戦力より遥かに大きいものとなった。
1945年（昭和20年）1月6日、ルバング島の小野田寛郎少尉からの「敵艦見ゆ、針路北」との報告あった後に、アメリカ軍がリンガエン湾に上陸しルソン島の戦いが始まった。山下のルソン防衛作戦は、山下は第14方面軍のうち直卒する尚武集団約15万人をルソン島北部、横山が指揮する振武集団約8万人をルソン島南部、塚田理喜智中将が指揮する建武集団約3万人をクラーク地区とバターン半島に配置し、自らもマニラからバギオに司令部を移して持久戦を展開するというものであった。山下はリンガエン湾にアメリカ軍が上陸してくると、尚武集団の撃兵団重見支隊（支隊長：重見伊三雄少将。戦車第3旅団基幹の戦車約60両他）など反撃を命じ、太平洋戦争中で最大の戦車戦が戦われたが、戦車の性能差と戦力差は大きく重見隊は撃破されて、海岸近くの部隊はアメリカ軍に包囲されてしまった。山下はこれ以上反撃を続けたのでは持久戦術は貫けないと判断し、「尚武集団はバギオの山系の山裾まで後退すべし」と当初計画通りの持久戦を命じた。しかし、アメリカ軍の進撃は早く、尚武集団を山中に追いやると先行部隊がマニラを目指して急進撃、マニラ近を守っていた建武集団を蹂躙し、マニラは市街戦に巻き込まれることとなった。

### マニラの戦い

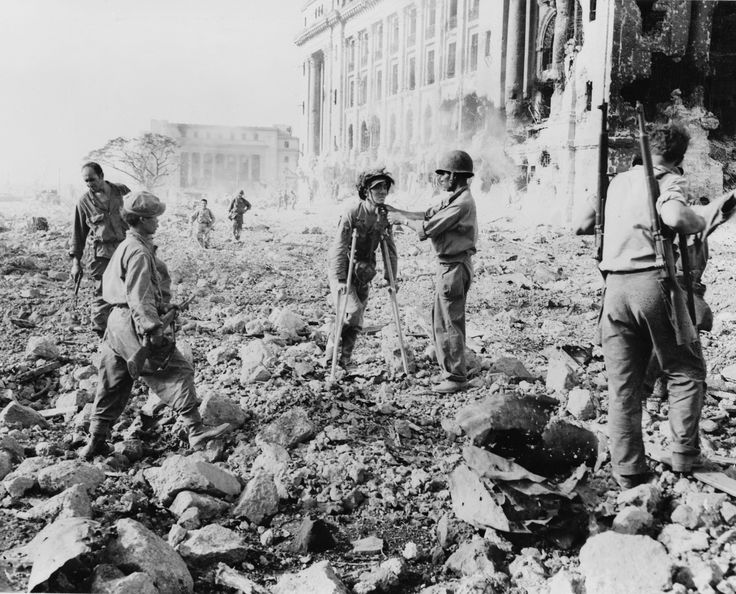
瓦礫の山となったマニラでアメリカ軍に投降した日本軍負傷兵

持久戦戦略にあたって、首都マニラの防衛をどのようにするかが課題となったが、山下は以下の理由によってマニラの防衛戦を行わないことを決めていた。
1. マニラの人口は約100万人であり、住民を飢えさせずに戦闘することは不可能である。
2. 都心のイントラムロス以外は木造建築物が多く燃えやすい。
3. マニラは平地であり、防衛するためには大兵力の投入が必要である。

また地下水脈が多く地下陣地の構築も困難なことから防衛には適さないと判断していた。無防備都市の宣言も検討したが、その権限は山下にはない上に、宣言するにもすべての軍事施設を撤去して、膨大な軍需物資を運び出さなければならなかったが、その時間的な余裕もなかった。
当時、マニラには日本陸軍のマニラ市内防衛を任務とするマニラ防衛隊（司令官小林隆少将）と第4航空軍（司令官冨永恭次中将）、日本海軍のマニラ湾の防備とマニラ市内の海軍施設の警備を任務とする第31特別根拠地隊（司令官岩淵三次少将）が配置されていた。そのなかで第4航空軍は、司令官の冨永が、クラーク飛行場中心とするマニラ近郊の飛行場を易々とアメリカ軍に渡すことによる戦略的な悪影響と、さらに自分が万朶隊を皮切りに多数の特別攻撃隊を見送ってきており、「決戦というからには、国家の興亡がかかっているから体当りをやらせた。それなのに今度はルソンで持久戦をやるという。これでは今まで何のために特攻隊を犠牲にしたのかわからなくなる」「マニラで死んで、特攻隊にお詫びするんだ」という富永自身の強い拘りもあって、山下の方針に反してマニラからの撤退を拒否していた。
山下は、富永と陸軍幼年学校からの同期で個人的にも親しかった第14方面軍参謀長武藤を説得に差し向けた。撤退を促す武藤に対して富永が｢航空隊が山に入ってなにをするのだ? ｣と不満を明かしたところ、武藤も理解を示して｢燃料も航空機もない山中に航空司令部が固着しても意味はない。司令部に来て山下閣下と相談し、台湾に下がって作戦の自由を得た方がよい｣と第4航空軍を台湾に移動させて戦力の再編成を勧めるような提案をした。それでも富永は頑なに撤退を拒否していたが、多くの特攻隊を送り出してきた富永の心身的疲労は極限状態に達していたうえ、デング熱による高熱で病気で床に伏せるようになり、精神的にも肉体的にも疲労困憊して限界に達していると考えた武藤が、1945年1月4日に再度富永と面談し、第14方面軍の司令部はバギオに転移するので、富永にも北方に移動するように勧めると、今回は素直にエチアゲへの撤退を承諾した。
第4航空軍をマニラから撤退させた山下は、軍需物資を運びだすまでの間に最低限の戦力をマニラに置いてアメリカ軍の足止めをし、軍需物資の搬出が完了次第にマニラを撤退するという作戦方針とした。そこでマニラ防衛隊司令官の小林に最低限の兵力を残してマニラを撤退するように命じ、小林はマニラ防衛隊から野口勝三大佐が指揮する3個大隊を残すとマニラを撤退した。野口の部隊の任務は、当面の間、最低限の重要な建物と橋を確保することであって戦力も僅かであり、3個大隊と言っても実際の兵力は2個大隊にも満たない2,000人弱の兵力と山砲2門のみで、兵員も将校に至るまで殆どがフィリピンで急遽召集された兵士であった。
一方で大日本帝国海軍は、レイテ沖海戦などで沈没した艦艇の生存者約3,000人やマニラ市内にいた海軍の軍需部や経理部といった後方部隊要員も岩淵の指揮下に入れてマニラ海軍防衛隊（マ海防）を編成していた。この再編成によって岩淵は6,794人の根拠地隊指揮官から、一気に師団規模の軍人軍属23,664人を指揮することとなった。しかし、このマ海防は編成目的も任務もはっきりと明示されていなかったうえ、本来であれば、マ海防を指揮するはずの海軍南西方面艦隊がマニラを撤退した為、マ海防はルソン南部防衛の責任者振武集団司令官横山静雄中将の指揮下となったにもかかわらず、陸海軍の作戦連携は不十分で、山下の撤退方針が岩淵には伝わっていなかった。岩淵は南西方面艦隊が撤退前に受領していた、マニラの港湾設備や海軍施設を破壊せよという命令を実行するためにマニラに踏みとどまることとなった。
1月27日に振武集団の司令部から岩淵に対して作戦指導要領が示達されたが、陸海軍間の遠慮からか「上司（南西方面艦隊）の命令に依る海軍固有の任務（マニラ港湾施設や市内海軍施設等の破壊）に関しては干渉しない」と指示された。岩淵はこの指示で“海軍固有の任務”を完遂する間のマニラへの防衛は必要と認識しマニラ死守の決意を固めて、2月1日には海軍大臣、連合艦隊、南西方面艦隊向けに「マニラ海軍防衛隊戦備概ネ成リ、全員之レ特攻隊トナリ、来攻ノ会敵茲ニ邀撃シ、必死必殺之ヲ粉砕シ、以テ戦局ノ転機ヲ画サンコトヲ期ス」とするマニラ防衛の決意を打電している。
後に悲劇を招いた岩淵のマニラ防衛の決断であるが、この決断に至った理由については資料に乏しく正確にはわかっていない。岩淵は、戦艦「霧島」の艦長として戦った第三次ソロモン海戦で「霧島」を沈められて面目を失っていたため、その汚名返上のためにマニラを道連れにしたと推察されることもあるが、しかし「霧島」の沈没については、軍艦旗降納、万歳三唱、御真影移奉の退艦の礼は手落ちなく済ませて、生存者1,127人と共に退艦しており、海軍内でも問題視はされていなかった。そのため連合艦隊山本五十六大将からは岩淵の敢闘を称えて、銘刀1ふりが贈られている。戦記作家児島襄は、マ海防の生還者や他軍関係者、また岩淵の妻女など多くの関係者に取材をして、岩淵がマニラ防衛を決断したのは、曖昧な上部組織司令部の命令に対し、生来の几帳面な性格もあって与えられた使命をより厳格に捉えて、マ海防の任務はマニラでアメリカ軍をできうる限り足止めし、振武集団主力の防衛態勢強化の支援をしなければならないと考えたからではないかと推察している。
アメリカ軍は日本軍の激烈な抵抗を粉砕しながら2月3日にはマニラに達したが、オープン・シティとなっていることを期待していたマッカーサーの目論見は外れ、日本軍はマニラ都心のイントラムロスを要塞化し徹底抗戦を行った。マッカーサーは2月3日中には「我が軍は急速にマニラから敵を掃討しつつある」という勝利宣言をマスコミ相手に公表し、それを真に受けたアメリカ国内の各新聞は「勝った、マブハイ（タガログ語で万歳）」「太平洋戦の賞品たるマニラは熟れたプラムのようにマッカーサーの手に落ちた」などと報道したが、実際はマ海防の激しい抵抗でマニラ攻略の目途は立っていなかった
要塞化されたイントラムロスを攻めあぐねた司令官のオスカー・グリズワルド中将はマッカーサーに空爆と重砲砲撃の解禁を要請した。市街地の破壊を避けるため空襲を許可しないという建前のマッカーサーであったが、ただ爆弾を砲弾に変えただけの“焦土砲撃”は許可した。今まで太平洋戦線で行われた最大規模の重砲による砲撃がイントラムロスに浴びせられ、その様子はイントラムロスにピナトゥボ山が現れて大噴火をおこしたようなものだったという。アメリカ軍の砲撃は驚くほど正確に一定の距離間隔を置いて、あたかも市街に絨毯を敷くように撃ち込まれてきたので、フィリピン人はおろか、マニラの高級住宅街に居住していたスペイン人、ドイツ人、ユダヤ人といった白人たちも砲雨にさらされながら、喚き、泣け叫び、右往左往しながら砲弾に斃れていった。
そのような状況の2月14日になってようやく、山下が海軍部隊がマニラにとどまっていることを知って、慌てて振武集団司令官横山に対して「海軍部隊は後退せしむべし」と命じ、横山は岩淵に撤退を命じた。これは陸軍からマ海防への遅ればせながら初めての正式な撤退命令となったが、もはや包囲されている岩淵に撤退は不可能になっていた。また、マニラの戦況を固唾をのんで見守っていた南西方面艦隊司令長官大川内傳七中将は、敢闘しているマ海防に対して、山下の方針に反した「海軍の伝統を発揮せよ」や「戦況愈々重大ヲ加フ。切二御自愛奮闘ヲ祈ル」など督戦するかのような電文を送っており、この段階においてもマニラに対する日本軍全体の方針が固まっていなかった。動揺する陸海軍司令部をよそに岩淵の決心は既に固まっており、2月16日には「謹ミ畏ミテ、天皇陛下ノ万歳ヲ寿ギ奉ル。注、最後ノ一兵マデ敢闘スル決心ナルモ、通信途絶ヲ考慮シ御挨拶申シ上グ」とする最後の挨拶を司令部宛てに打電したのち、2月26日に自決した。
マニラでは激しい砲撃と市街戦の末、住宅地の80%、工場の75%、商業施設はほぼ全てが破壊された。日本アメリカ両軍に多数の死傷者が生じたが、もっとも被害を被ったのはマニラ市民となり犠牲者数は10万人以上にも達した。追い詰められた日本兵は虐殺や強姦などの残虐行為に及び、フィリピン人の他に同盟国であったドイツ人や中立国のスペイン人などの白人も日本兵の残虐行為の対象となった。特にフィリピン人については、アメリカ軍が支援したユサッフェ・ゲリラとフクバラハップ・ゲリラがマニラ市街で武力蜂起し、既に日本軍に対する攻撃や日本人市民の殺戮を開始しており、日本軍の攻撃対象となっていた。武装ゲリラの跳梁に悩む日本軍であったが、ゲリラとその一般市民の区別がつかず、「女子供もゲリラになっている。戦場にいる者は日本人を除いて全員処刑される」と命令が前線部隊から出されるなど、老若男女構わず殺害した。そして戦況が逼迫し日本軍守備隊の組織が崩壊すると日本兵の残虐さもエスカレートして、略奪、放火、強姦、拷問、虐殺などが横行することとなった。

### 敗戦

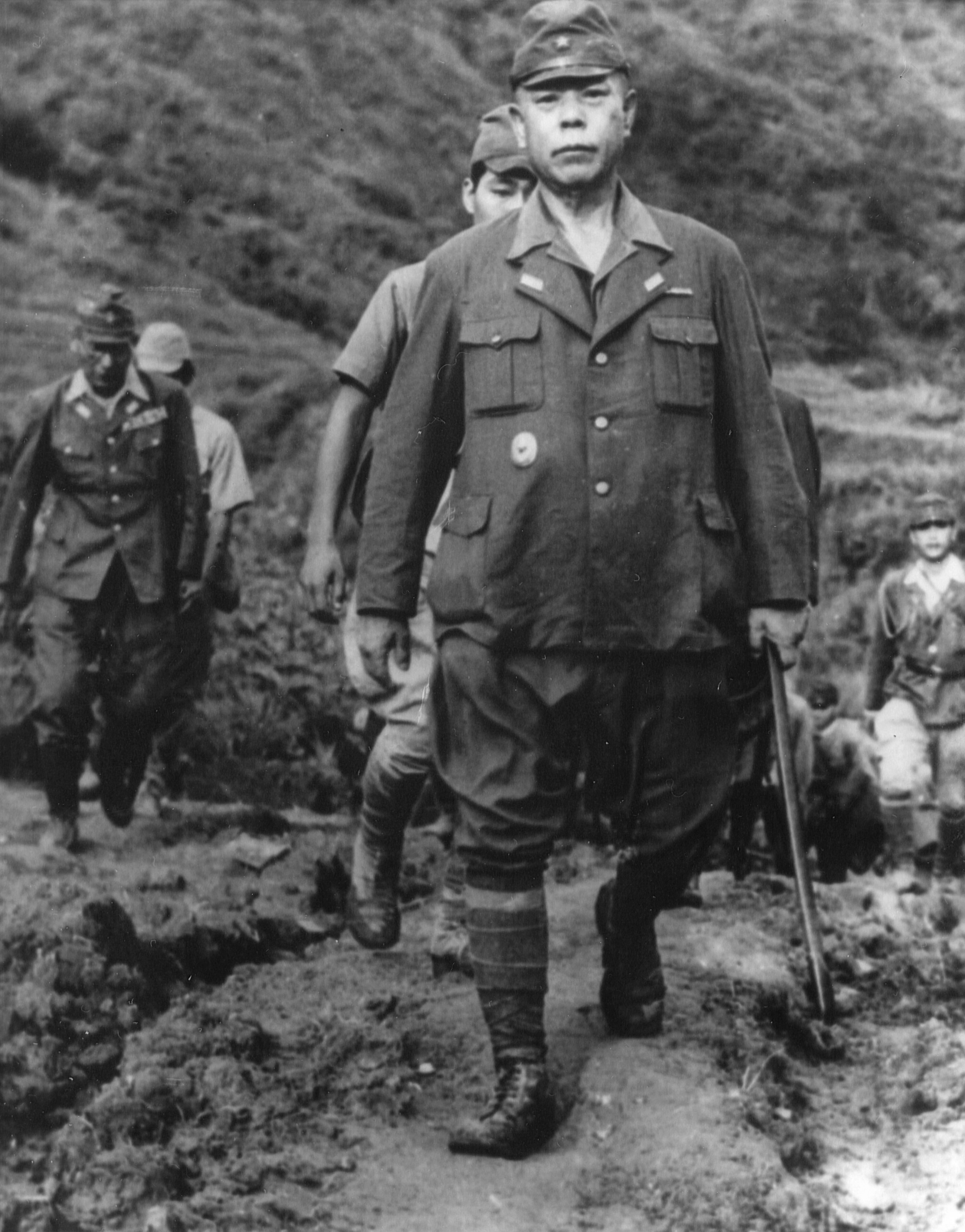
連合軍に降伏した際の山下。1945年（昭和20年）9月2日撮影

アメリカ軍の猛攻撃と30万人以上にもなっていたフィリピンゲリラによって既に日本軍の連絡網は寸断されており、各部隊は孤立した状況での戦闘を余儀なくされた。山下が掌握できていた戦力は直卒していた尚武集団の一部に過ぎず、この間にマニラや
バタンガス州などで行われていた日本軍による戦争犯罪について全く把握していなかった。
そのような苦境に追い込まれても日本軍は善戦し、マニラ陥落直前の3月2日にはアメリカ第6歩兵師団に対して、山下が虎の子の兵力として温存してきた出倉利信中佐率いる迫撃砲第4連隊の九七式中迫撃砲24門が10,000発の砲撃を浴びせ大損害を与えて、一時的に撃退している。また、3月14日には同師団の師団長であったエドウィン・D・パトリック少将を戦死させている。
それでも、アメリカ軍の進撃は止まらずに山下の司令部のあるバギオにも迫ってきた。山下は一緒にバギオに後退してきたフィリピン第二共和国ホセ・ラウレル大統領を台湾に避難させるなど、戦線整理の準備を開始した。1945年4月12日、戦車第10連隊第5中隊丹羽治一准尉以下11名が2輌の戦車内に搭乗してアメリカ軍を足止めするために出撃したが、自爆攻撃も覚悟しており、戦車に爆薬を設置した他、戦車兵も各々爆雷を入れた雑嚢を抱え、手榴弾数発を腰から下げていた。4月17日午前9時、ついに丹羽隊はイリサン橋西北200mの曲がり角に差し掛かったアメリカ軍戦車隊と接触し戦闘に突入、2輌の日本軍戦車はアメリカ軍戦車に特攻を敢行した。特攻の結果、双方の戦車4両が爆発炎上して、その残骸がアメリカ軍戦車隊の侵攻路を妨害することとなったが、イリサン近辺の道路は狭隘であったために、戦車残骸の除去は難航、アメリカ陸軍は約1週間の足止めを受け、その間に山下は、大量の傷病兵や軍需物資とともに整然と撤退することができた。
山下ら司令部一行は3日かけてバンバンに到達し、戦線を整理縮小した。山下が掌握できている戦力は僅かになっていたが、それを機動的に運用して徹底してアメリカ軍の侵攻を食い止めた。サラクサク峠では撃兵団の残存兵力が激しく戦ってアメリカ軍第32歩兵師団を足止めし、師団長のウィリアム・ギル少将は「洞穴から洞穴、タコ壺からタコ壺に飛び移って攻撃する日本軍という最大の苦難に直面し、我が軍の前進は文字通りインチ単位のものでしかなかった」と激戦を評している。
日本軍が健闘してもアメリカ軍による包囲網は縮小していき、山下は司令部をバンバンからキアンガンに移したが、キアンガンにもアメリカ軍が迫ってきたため、その後も司令部を移して最終的にはキアンガン近隣の標高150ｍの森林地帯にある部落内に置いた。この頃には日本軍の組織は崩壊しつつあり、山中で孤立した日本兵の多くは飢餓や戦病によって倒れていった。そんな状況でも山下は軍紀の維持に努め、防戦中の鉄兵団を離れて山中を彷徨っていた将校の一団を見つけるとそのうちの1人を見据えて「貴様、部隊を見捨ておったのか」と叱責して、持っていた杖で将校の首筋を打ち据えた。あまりの激しい打撃で杖は折れてしまい、その権幕に驚いた副官が止めに入っている。食料がないのは司令部も同じで、巨漢で有名だった山下もすっかりやせ細ってしまっていた。軍服のベルトには何回も新しい穴を開けながら使用し続け、副官には「家内が知ったら喜ぶだろうな。いつも、もう少しスマートになれというとったからな」と冗談を言って笑わせていた。もっとも7月初旬頃に山中で山下を見た救護班看護婦による、山下はとても堂々として肥っていたという証言もある。第14方面軍は多くの餓死者、病死者を出しながらも、アメリカ陸軍第6軍を終戦までルソン島に足止めし、第6軍将兵は休息もろくにとっていないため疲労困憊の状態にあった。兵員の死傷によって生じた欠員の補充も進まず、師団の戦闘力は既定をかなり下回ってしまい、この後計画されていたダウンフォール作戦に大きな支障を及ぼすことが懸念されていた。
6月28日に山下はマッカーサーが行った「孤立化したいくつかの作戦をのぞき、アメリカ史上もっとも激しく血なまぐさい戦いの一つ……約103,475km2の面積と800万人の人口を擁するルソン島全域はついに解放された」というルソン島での戦闘の終結宣言をラジオで聞いた。いよいよ最後が迫ってきたと覚悟した武藤ら参謀は、山下の“将徳を守るため”の最期について協議し、弾薬が尽きる9月上旬を持久限度として、その後にわずかに残った精鋭部隊で最後の反撃を行うことに決めた。山下も既に覚悟を決めており、参謀の作戦案に同意すると、自分は自決するつもりで「腹切り場には爆薬をしかけてくれ、忘れずにな」と指示している。そして8月8日には残された食料と酒で最後の宴を開催したが、その席で山下は「これで日本は負けたわい」とはっきりと述べると、戦後を見据えて「将来の日本は女性にかかっておる。立派な婦人がおれば、必ず立派な子供、立派な国民が育つ」と述べて、クーデンホーフ光子の育児の苦心談も参謀らに聞かせている。
しかし、最後の反撃は行われることなく、8月14日にサンフランシスコからの放送で山下らは日本の降伏を知った。翌15日には途切れ途切れながらも玉音放送を聞き、山下は全軍に「軽挙に走ることなく後命を待って沈着に事にあたるべし」と訓示した。参謀らは山下が自決しないかと心配したが、山下は不審顔の参謀らに「心配はいらない。ひとりで極楽に行こうとは思ってもいないし、この際切腹は何の役にも立たない。兵たちを故郷に帰し、くつろいで休めるようにするのが私の義務だ」と約束している。若手の将校のなかには「武士の道には、敗北は切腹以外、とるべき責任の方法はない」と一緒に自決を迫る者もいたが、山下は笑いながら優しく以下の様に将校を説いた。
山下は敗戦に対して責任をとって自決しなかった理由について、後のマニラ軍事裁判で尋ねられた際に「それは天皇陛下の命令に背くことである」「命令は、降伏してアメリカ軍に協力せよであった」と答えている。

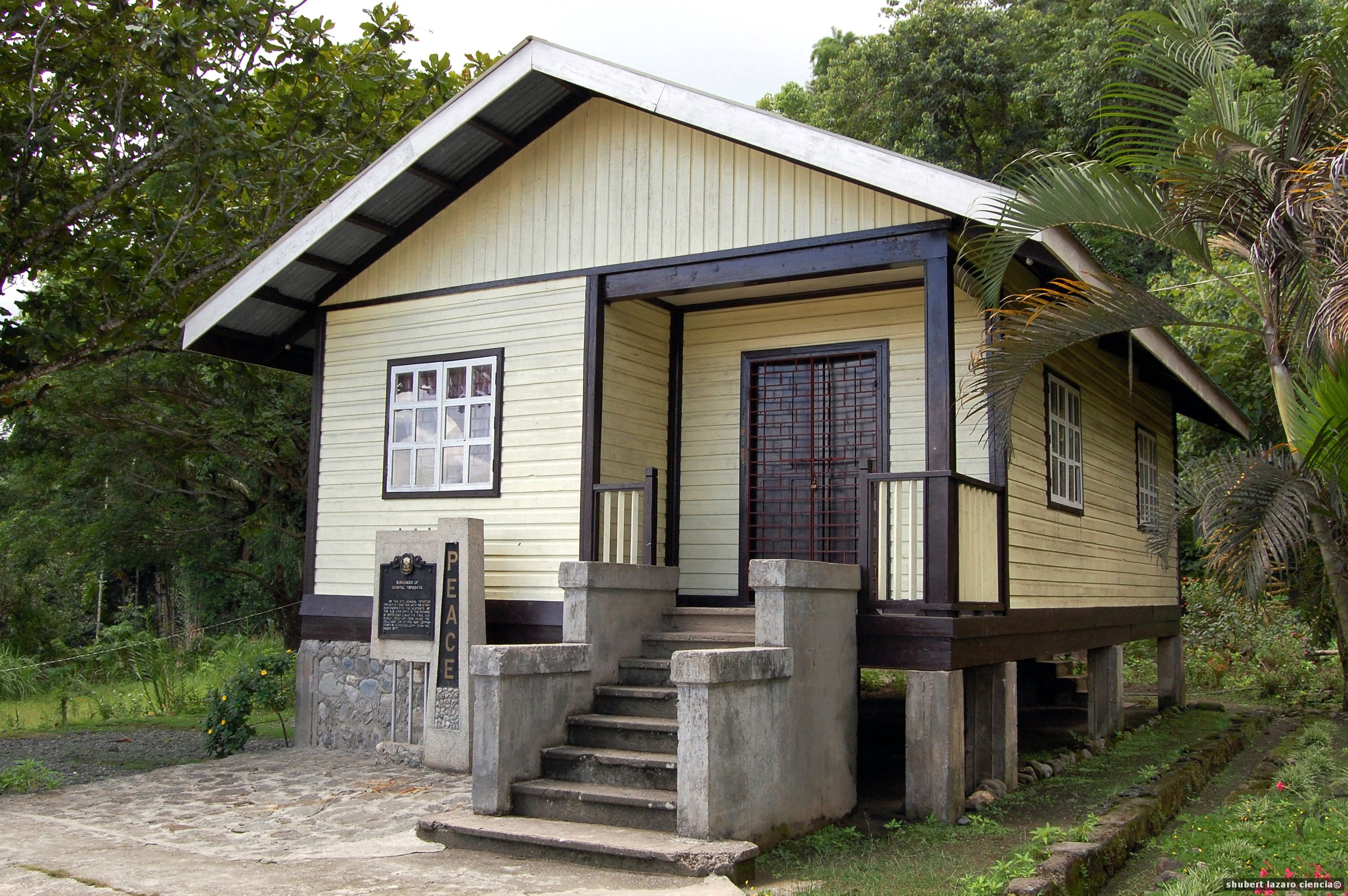
山下が投降したキアンガンの小学校施設

山下は8月24日にフィリピン作戦の戦没者慰霊祭を行った。山下は山中で彷徨う部下将兵を救うため1日でも早く投降すべきと考えており、8月31日にアメリカ軍歩兵第32師団が師団長名で出した「降伏を望むなら、アメリカ軍の前線に軍使を派遣すること」というメッセージを受け取ると、早速翌9月1日に軍使を出して、2日には自ら降伏交渉をすることを決めた。そして9月2日に山下は第14方面軍司令官として山中からキアンガンの町に降りてきて降伏したが、キアンガンに出発前に山下は参謀一人一人の手を握って「山を下りれば逮捕され、釈放されるのは不可能だろう。私のことは気に病まず、諸君は最善を尽くしてほしい。諸君のこれからの仕事は、新しい日本をつくることだ」と説いている。
山下が投降したのはアメリカ軍歩兵第32師団であったが、最高司令官の降伏を受け入れたということを栄誉に感じて、山下は参謀長以下の将官に敬礼で迎え入れられ、その夜は第32師団主催による軍楽隊づきの大パーティーに招待されている。その際、山下が一時逗留していたキアンガンの小学校の校舎は資料館となっている。
9月3日、バギオのキャンプジョンヘイ敷地内にある現アメリカ大使館に移され、武藤らとともに降伏調印式に臨んだ。そこには、捕虜収容所から解放されて参列していた、シンガポールで山下に敗れたパーシバルと、バターン半島で降伏したアメリカ軍のジョナサン・ウェインライト中将が参列していた。連合軍側はパーシバルの汚名返上のためこの降伏調印式の主役にしようという意図があったが、肝心の山下はパーシバルの顔を忘れており「どこかで見たような顔だな」としか思わなかったという。やがて、式が始まる前に紹介があってようやく認識したが、式が終わった後パーシバルは山下に近づくと「敗れた将軍の気持ちはよく自分にもわかる。心から同情する」と話しかけている。山下はかつての敗将に頭を下げさせるといった連合軍のあからさまな報復意識に屈辱感を抱いたが、天皇からの命令や部下将兵への責任感によって堪えている。調印式の写真および絵画が現アメリカ大使館に飾られている。
軍司令官として丁重に扱われたのはここまでで、調印が終わると捕虜としての扱いになり軍刀などの軍装品は取り上げられた。山下と武藤はマニラに移送される飛行機のなかで「これからどうなるだろう？」「おそらく軟禁ぐらいはされるだろう」と話し合っていた。米軍が山下を裁こうとした理由は諸説あり、日本軍がフィリピンの有力者から一般人まであまりに多くの人々を虐殺しており米軍としてもフィリピン人の日本人に対する復讐心を満足させる必要があったため、アメリカの寛大な占領政策を印象づけさせるため、市街戦によるマニラ破壊につき日本軍の責任と印象付けるためといったものがある。山下は戦争犯罪者として扱われることとなった。山下はマッカーサーの意向もあって、独房に入れられるなどぞんざいな扱いを受けていたが、武藤がその扱いに激高して「一国の軍司令官を監獄に入れるとは何事だ」と激しく抗議したが受け入れられることはなかった。

### 軍事裁判

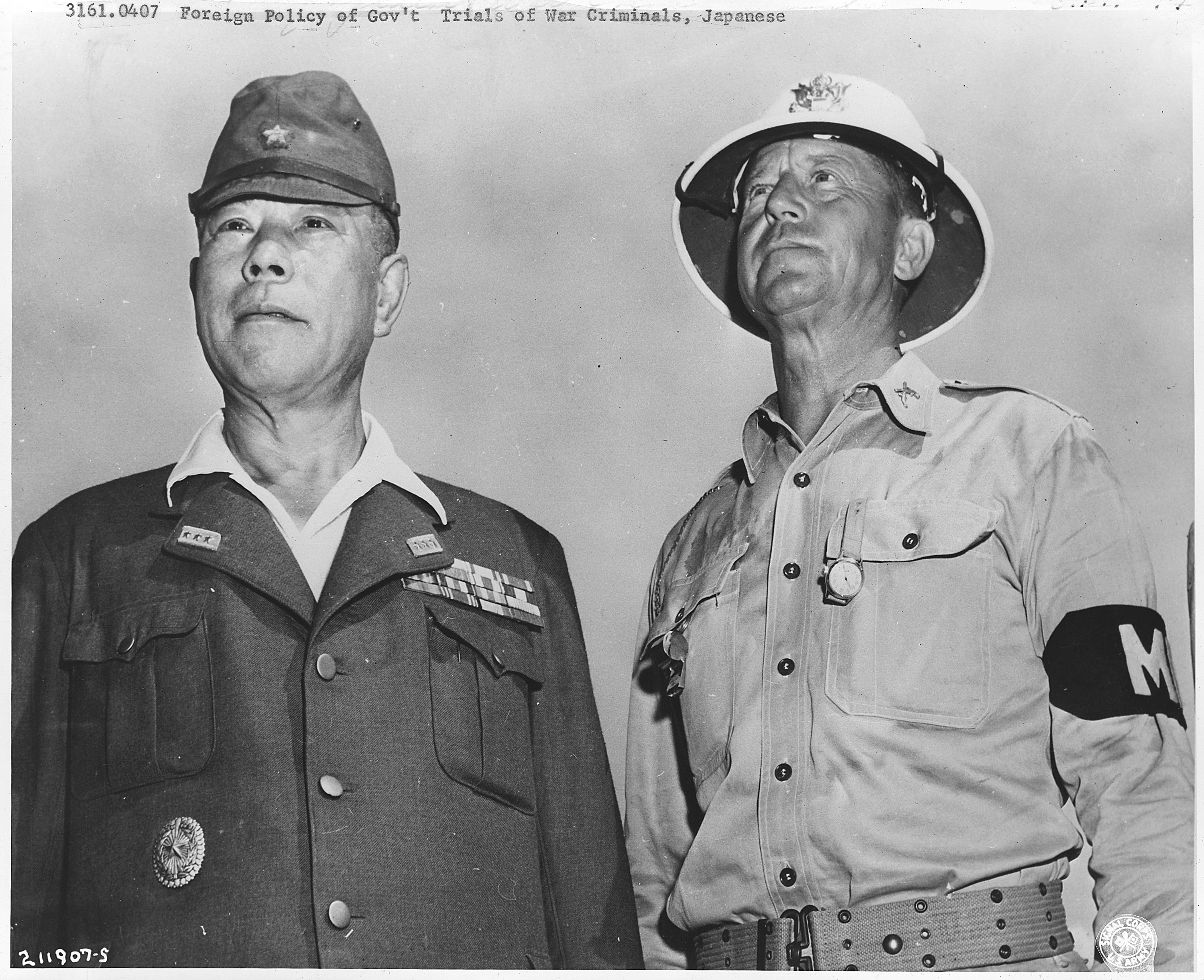
マニラにおいて、降伏後にアメリカ軍憲兵とともに撮影

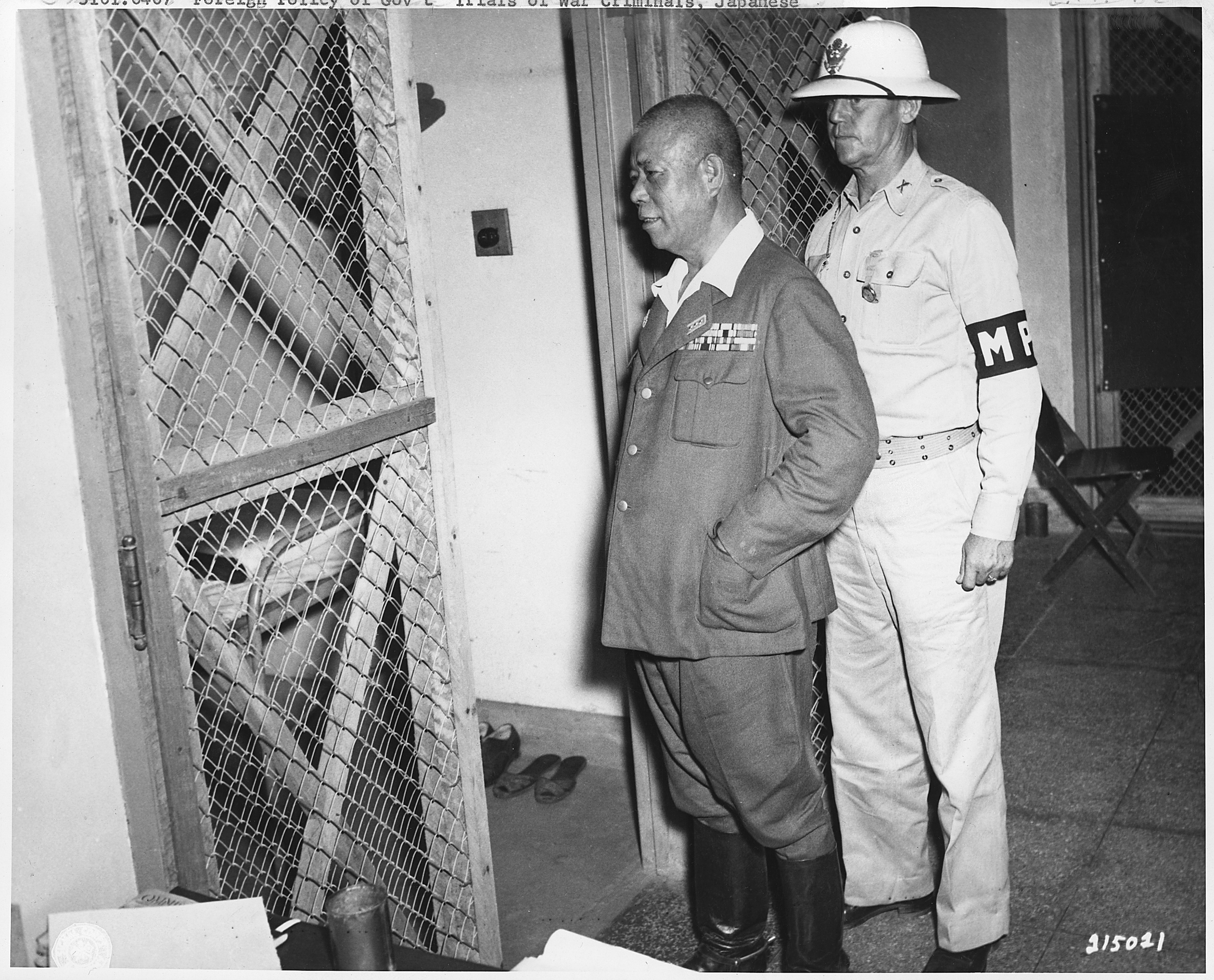
拘留される山下

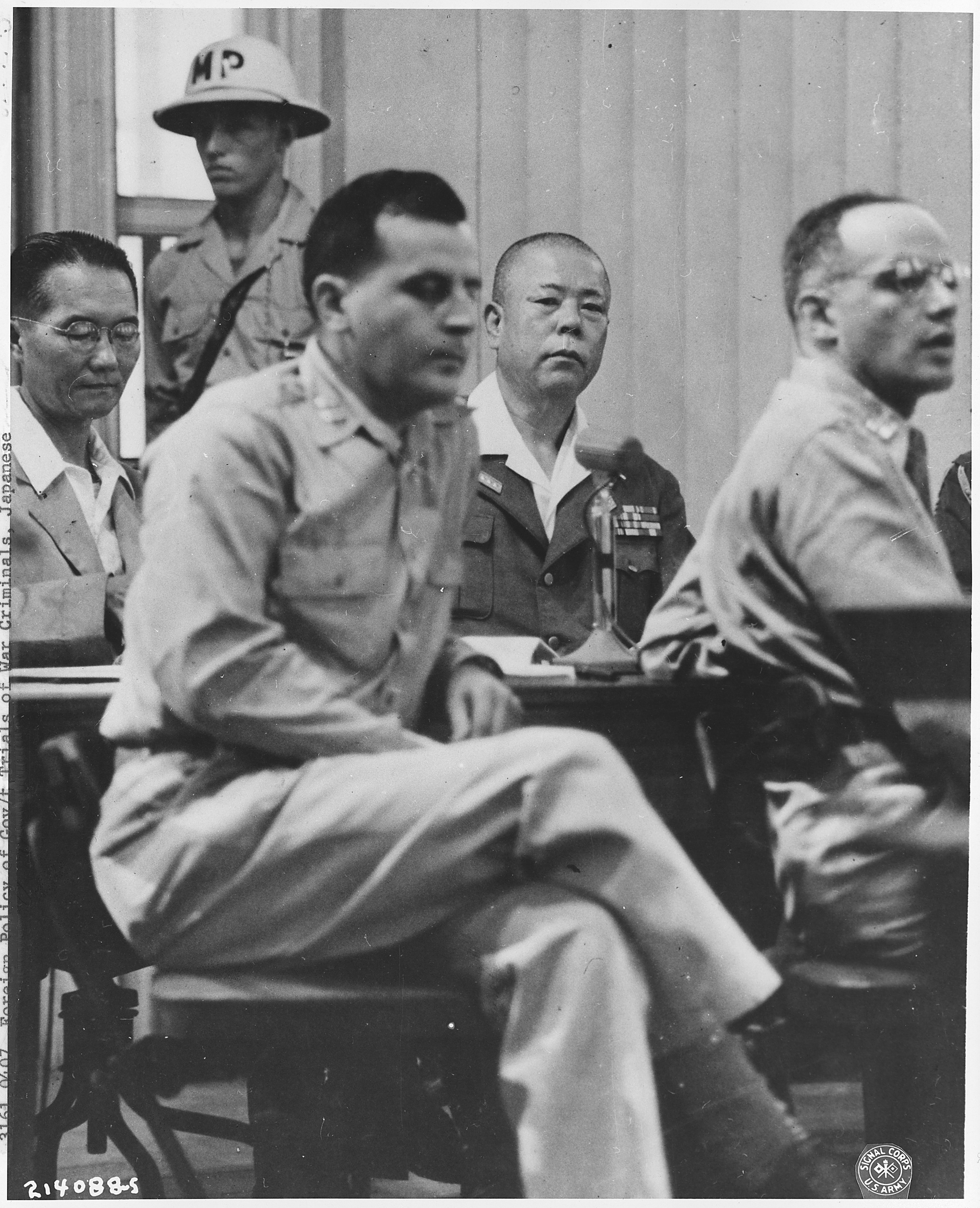
法廷での山下

収監当初は行動制限が厳しかったが、じきに緩和されて、山下たち将官は天候がよければ内庭の散歩が許され、思い思いに身体を動かしながら「日本に帰ったらすき焼きを食おう」「いや、わしは鰻がまっさきだ」などと談笑するなど、しばらく平穏の日々を過ごしていた。しかしそのささやかな望みはかなうことなく、9月25日に山下の手元に「アメリカ合衆国対トモユキ・ヤマシタ」と題する起訴状が届けられ、山下はマニラ大虐殺やパラワン虐殺などの、多くの虐殺事件の責任を問われ、戦争犯罪人としてフィリピンのマニラにて軍事裁判の被告となった。その起訴状には英語と日本語で「アメリカおよびその同盟国と戦う日本軍司令官として、アメリカ国民およびその同盟国民と属領国民とくにフィリピン市民に対する部下の野蛮な残虐行為とその他重大犯罪を許し、指揮官として部下の行動を統制する義務を不法に無視し、かつ実行を怠った。ゆえに彼、山下奉文は戦争法規に違反した」と書かれてあったが、山下には全く身に覚えのないことであり、武藤に対して「どういうことだ、これは」と質問したが、武藤も唖然とするばかりであった。
法廷は裁判長（レイノルズ少将）のほか、各々5名の検察官、軍事裁判官で構成されたが、法律を専門とする裁判官は一人もいなかった。弁護団の反対尋問は許されず、風説や伝聞などの証言がまかり通った。6名のアメリカ人からなる山下の弁護団は、裁判そのものに対する疑問から懸命に働いたが、やがて彼らは山下の人柄や態度に好感を抱くようになり、遂には敬愛するまでになる。ヒステリックに大声をあげる検察官らとは対照的な山下の態度は傍聴席にも感銘を与え、法廷、刑務所を問わず、米兵たちは競って山下にサインをねだってきたが、その数があまりに多すぎて、山下と一緒に収容されていた第105師団参謀の一木千秋大尉が代筆していたほどであった。山下は既に自分の運命を達観しており、持ち込みを許された数少ない私物となった矢立を使って、カニの墨絵を描くなどして穏やかに過ごしていた。
公判の2日前に突然59項目もの訴因が加えられたため弁護団は公判の延期を申請したが、マッカーサーの勧告によって却下された。1945年10月8日の第一回公判からわずか2か月、「不必要で不穏当な急ぎ方」（マーフィー判事）で裁判は進行していった。それでも、山下のアメリカ人弁護団は、国際法に照らし合わせて山下を弁護した。山下が自ら出した唯一のゲリラ討伐に関する文書での命令は、1944年10月11日の「武装ゲリラの鎮圧」を命じたものであったが、国際法上の視点で見れば、ゲリラはフィリピン人には英雄であっても、日本軍から見れば国際法違反の「戦争犯罪人」となることを指摘した。それでも、ゲリラを処刑するには国際法上は交戦の事実の立証が必要であるが、山下や日本軍はそれを怠ったに過ぎないことと、一見残虐に見える銃剣や軍刀による殺害も、日本軍が弾薬不足に悩まされており、多くの場合やむを得なかったとも指摘した。さらに、女性や子供の犠牲も多かったことについても、現時点でのアメリカ人的な感覚では信じられないが、もしアメリカ軍が当時の日本軍が直面していた焦燥と恐怖に追い込まれた場合に現代のアメリカ人が誇る「フェアプレーの観念」を最後まで持ち続けることができるのか？と疑問を呈した。さらに、「確かに、我が軍（アメリカ軍）の中にも、強姦が全然行われなかったわけではない。しかし、アメリカ兵が女や子供を含めて民間人を平然と銃剣で刺したり、銃で撃ち殺したりすることはとても考えられない。都市に爆弾を落とす航空兵は同じ結果を生み出しているが、彼は自分でしたことを見ることができない。そして西洋人の心には、個人的接触があるかないかということが、非常に重要である」と、アメリカ軍も同じ様に老若男女を問わず大量虐殺を行っているが、アメリカ人は直接手を下す虐殺の方に嫌悪感を覚えているに過ぎないとも指摘している。
そしてアメリカ人も歴史を遡れば、南北戦争では南軍北軍双方が残虐行為を行っているし、規模は違うとは言え、同じフィリピンでアメリカも過去に日本と同じようにフィリピン人の反乱に悩まされたとき（米比戦争）数多くの残虐行為を行ったことも指摘した。例として、マッカーサーの父アーサー・マッカーサー・ジュニアがフィリピンのアメリカ軍の司令官であった時に、フィリピンの独立運動を弾圧したが、そのアメリカ軍が考案した血なまぐさい手段と、今回日本軍が行った残虐行為には類似性があり、また、鎮圧軍指揮官であったジャコブ・H・スミス准将も、「懲罰遠征」と称して、反乱の起こったサマール島のフィリピン人集落を襲撃し「わしは捕虜は欲しくない。殺して焼くこと、多くを焼き殺すほど、ありがたい」「虐殺を免れるのは10歳までの子供」と吹聴してフィリピン人を虐殺していたことも指摘した。
日本軍司令部は当時ルソン島の各部隊に、アメリカ軍との決戦を前に、ゲリラ討伐のため「住民にしてゲリラに協力するものはゲリラとみなし粛清せよ」あるいは「米軍迎撃の際は軍背後及びその周辺を無人化すべし」という、いわゆる『戦場の無人化』作戦を命令していたと現地では今でも根強く信じられている。山下は「武装ゲリラの鎮圧」は命じたが、非戦闘員の殺害は命じてないと供述し、バタンガス州における虐殺事件で死刑となった歩兵第17連隊長の藤重正従大佐も、非戦闘員の殺害や婦女子の殺害を上官から命じられたこともなければ、報告したことすらないと断言し、山下の供述を裏付けた。検察側が次々と日本軍から残虐行為を受けた被害者を証人として出廷させ、「私は二人の子供を片手ずつに連れておりました。河のちかくまでまいりますと、日本兵が無理に私から子供を引きずっていきました。私があちらにいった女の子をみますと、その子のちょうど胸のあたりに銃剣がささり、それがうしろまで抜けておりました。私も背を五度も銃剣で刺されました。私の子供は二人とも死にました」などと生々しい証言を行わせたが、多数の証人の口からは殆ど被告であるはずの「ヤマシタ」という名前は出なかった。公判3日目が終ったところで、ロンドン・デイリー・エキスプレスの記者ヘンリー・キーズはこの模様を本国に打電した。
山下は更に、自分が北部ルソンにいて孤立していたこと、通信連絡が急速に悪化しており、離れた部隊の状況を知ることは困難であったことを供述した。それに対して検察側は、これだけの戦争犯罪が発生しているのに、山下が知らなかったはずがないと反対尋問を延々と繰り返したが、山下はそれに臆することなく理路整然と反論した。その様子を見ていた弁護側は「（検察側の）カー少佐は山下から矛盾や食い違いや嘘を発見しようとしたがついにできなかった。山下は全期間を通じて法廷を完全に支配した」と感心している。
検察側は山下が虐殺を命じたことの立証は困難と考えており、でっち上げの証拠を駆使しても山下が「指揮下部隊の統制に失敗した」ということで有罪にしようと考えていた。その検察側の法廷戦略に対して山下は「私は部隊の統制に最も力を注いだ。しかし、それが不十分と言うなら、それを認めよう。誰か別の人にはできたかも知れないから、ただ、私はベストを尽くしたと信じている。」と供述している。山下の弁護団はマッカーサーが裁判長に判決の迅速化を図るよう圧力をかけているという情報も掴み、裁判はマッカーサーの意のままに動いており、公平性に欠けていると何度も抗議をしたが、裁判官の1人は弁護団の抗議に対して「諸君は、馬上の闘いをする騎士ではない。陸軍の法務将校で、この法廷の構成員だ。諸君の義務は事実の発見を助けることで、起訴事実を論破することではない」と突っぱねている。
虐殺事件は米軍のルソン島逆上陸後やがて各地で散発していたという見方もある。
大谷敬二郎は、起訴状の対象はマニラ市内とその周辺とくにバタンガスの事件であり、これらは主にマニラ攻防戦が行われていた時期に起きた事件であるとしている。
フィリピンでの裁判に加えて、イギリス軍によるシンガポールやマレーでの日本軍による戦争犯罪の捜査も進んでおり、東南アジア最高司令部情報支隊戦争犯罪調査局Eグループのシリル・ワイルド少佐が、アレクサンドラ病院事件の尋問のためにマニラまで来たが、山下は事件のことは全く知らず、ワイルドから聞いた事件内容に嫌悪感を示すと共に、事件のあった地域は第18師団の担当であり、当時の師団長であった牟田口廉也を尋問すべきと話している。
山下としては既に自分の運命を達観しており、裁判で今さら弁解がましいことを言うのには抵抗を感じていた。通訳の浜本からは公判戦術として、虐殺事件について「責任を感じる」と言ってはいけないと諭されているが、「わしが責任をおわんで誰が責任をおうのか、そんな卑怯なことはできない」「わしの首が欲しいらしいな。この首ひとつで片がつくならやるか」と語気を荒げて反対している。しかし浜本から「裁判ですから、とにかく白黒のけじめはつけないといけません」「日本人は混同しているが、欧米人は道義上、刑事上、行政上の責任を区別しています」「なんでもかんでも責任を感じると言ったら、閣下に責任があるならその上司にもあると、天皇陛下にまで及ぶかも知れません」と言われて山下は渋々と受け入れている。
12月5日には早くも最終弁論を終える。同日、アメリカINS通信特派員が裁判すべてを傍聴してきたアメリカ、イギリス、オーストラリアの12人の記者たちに対して「山下を絞首刑にすべきか」投票を求めたところ、全員が「No」を選択した。
国際刑事法上、部下による戦争犯罪で軍司令官を起訴することを認める「指揮責任」という法的概念があり、ハーグ条約IVおよびX(1907)等においても定められている。この「指揮責任」の扱いと解釈についてはアメリカにおいても当時曖昧で、軍事裁判における判例もなかった。弁護側の主張は、上官の『指揮責任』を問うためには、その上官の命令、授権、少なくとも戦争犯罪の認識の孰れかがなければならない、また、当時の実情から被告が事態を監督することは不可能で被告に監督義務はないというものだった。検察側は、山下が戦争犯罪が起きていることを認識していたはずだということを当初は立証しようとしていたが、最終論告では、指揮官は部下が戦争違反を犯さないよう積極的に監視する義務を負うと強調するものになっていたという指摘がある。
司令官は部下の行為に対し責任があり、軍司令官は捕虜と民間人を戦争法違反から保護するために、その権限の範囲内で、状況に応じて、発見することも含めた必要な措置を講じる積極的な義務があるとする「指揮責任論」に基づいて、真珠湾攻撃記念日（米時間、12月7日）に、軍事委員会は山下に死刑判決を下した。
マッカーサーは判決に対して「この将校は彼の部隊、彼の祖国及び人類に対する義務を裏切った。彼は軍人としての彼の信条にそむいた」「彼の生涯は軍職に身をおく者の汚辱である」との苛烈な言葉を追加し、山下から一切の軍装を剥がした上での絞首刑を命じた。山下はその屈辱的な死刑判決を受け入れ、最後の言葉として「死に際し、神の前に立っても自分の行いを恥じないだろう。もし日本軍司令官として能力がなかったと言われるなら、それは私の生来の能力のためであり、なんとも言えない」「諸君（アメリカ人弁護団）の親切な扱いを受けられたことはうれしかった。死んでも諸君の親切は忘れないし、刑の執行を非難しようとも思わない」と述べた。
死刑判決を不服とする弁護団はワシントンへ飛び、アメリカ連邦最高裁判所に裁判の中止を、またフィリピン最高裁に対しては死刑執行の差止めと人身保護令の発出を求める請願を出した。しかしアメリカ連邦最高裁の多数判決は、法的問題については軍事裁判とほぼ同じ見解をとる形となり、立証事実の認定といった事実関係の問題については軍事裁判の管轄であり最高裁の管轄外という理由を付して、請願を却下（投票6対2）した。ニューズウィーク誌は「裁判官は、開廷第一日目にすでに判決文をポケットに収めて法廷に現われた」と、この裁判を評し、判決で少数派となったマーフィー米最高裁判事はマニラ裁判を「でっちあげ」と呼んだという。

### 処刑
山下は執行日の前日となる1946年2月22日の午後11時30分に死刑囚監房につれていかれたが、世話役のラドマン中佐から執行時間が早朝6時と聞くとその1時間前に起こしてほしいと頼んでいる。明けて翌1946年の2月23日早朝5時に、ラドマンが約束通りに山下を起こしに行くと、山下はぐっすりと眠っていたため、ラドマンは遠慮して起こすのを止めている。やがてその20分後に山下は自ら起きたが、時計を見た後に起こしてくれなかったラドマンに抗議をしている。山下はマッカーサーの命令通り、帝国陸軍大将としての軍服および一切の勲章も着用しないまま、米軍のカーキーシャツとズボン、緑色の作業服姿に着替えると、日本人教誨師の言葉を聞いて黙祷し、その後は取り乱すこともなく執行前の手続きをこなしていった。執行の1分前にラドマンが執行人を連れてやってきて、山下に素早く目隠しして、手首に手錠をかけたが、山下は執行人をリラックスさせるためか「少し手錠が固い」と冗談を言っている。その後、東京の方を向いて深々と礼をすると、躊躇することなく絞首台の方に歩いて行き、絞首刑に処された。享年60。
さる23日朝、…大将の魂は永久に帰らぬ旅に出た。時に午前三時二分、将軍はさすがに帝国軍人らしく最後まで泰然とし冷静そのものであった。執行は…極秘裡に行われ、米西太平洋司令部からは簡単な発表があった。最後に何か言い残すことがあるかと問われると、彼は、天皇陛下の御長寿と永遠の御繁栄をお祈りしますとだけ述べた。—マニラUP電（1946年2月24日）
もし敗戦の敵将を処置するために、正式な手続きの仮面をかぶった復讐と報復の精神をのさばらせるならば、それは同じ精神を発生させ、全ての残虐行為よりも永久的な害毒を流すものである—マーフィー米最高裁判事
山下に対してどのような考えを持つにせよ、彼には威厳と平静さがあった。勝利者になろうが、敗北者になろうが、司令官になろうが、捕虜になろうが、彼は男らしかった。（中略）彼の眼は深くて思慮があった…人生を見つめて来た者の眼、人生を理解し、死を恐れない者の眼—弁護人フランク・リール大尉

守屋正によると、山下は十三階段を登る前に、「何か欲しいものはないか」といわれたのに対し、ビールを一杯所望して、いかにもうまそうに飲み、「子供は日本式で育てるように家族に伝えてくれ」と遺言したという。山下は懸命な弁護をしてくれたリールらアメリカ軍の弁護団に、お礼として記念の金貨などの貴重品や、軍服用のベルトなど身の回り品を贈呈しており、遺品はタバコケースと腕時計と部隊長徽章だけであった。
守屋の記すところでは、山下の処刑後4、5日して、フィリピン第一キャンプの入口の本部前の掲示板に突然処刑の写真が四つ切大に引き伸ばされて、11枚のシリーズで発表されたという。
1. 刑場の全景
2. 山下が患者輸送車から下車する場面（囚人服姿）
3. 階段の手前の山下
4. 十三階段途中の山下
5. 十三階段の一番上の山下
6. 山下の首に縄がかけられた状況
7. 蹴り板がはずれて釣り下がる
8. 下半身が黒味を帯びた袋に入れられつつあるところ
9. 完全に袋に入れて、遺体を運ぶところ
10. 遺体を担架に乗せるところ
11. 担架の前で日本人の僧侶が読経しているところ。

### 慰霊碑・墓碑等
1959年（昭和34年）、山下は処刑された他のBC級戦犯とともに英霊として靖国神社に合祀された。
1970年（昭和45年）、山下が処刑されたその場所（モンテンルパ南方ロス・バニョス郊外のマンゴー林）に辞世を刻んだ慰霊碑（「将軍山下奉文終焉之地」碑）が建立された。碑が建てられて以降は遺族や関係者が多く訪れたが、次第に減り始め、2020年の新型コロナウィルスの世界的流行により、日本人の訪問者はほぼ途絶えてしまった。
東京都府中市・多磨霊園(16-1-8-6)と埼玉県さいたま市西区の青葉園に山下奉文の墓がある。埼玉県さいたま市西区の青葉園には、山下奉文を祭った「青葉神社」があり、境内には戦争記念館もある。

## 逸話
- 山下の異名ともなった「マレーの虎」であったが、山下はこの異名で呼ばれることを嫌っていた。それは、山下の虎という動物に対する印象が悪いことに起因しており、シンガポール陥落後にドイツ軍武官団が戦跡視察とお祝いにシンガポールを訪れ山下と面談した際、ドイツ軍武官の一人が「General Tiger（虎将軍よ）」と敬意を込めて呼びかけたところ、山下は苦々しげに「Nein, Ich bin nicht der Tiger（いや、予は虎にあらず）」とドイツ語で応じ、その理由として「虎は臆病な危険獣に過ぎない。自分より弱い相手に、しかも背後から襲い掛かることしかしない。常に、弱いもの弱いものと追い求め、老いぼれて体がきかなくなると、一番動きがにぶい人間を狙って人食い虎になる。品性下劣なケダモノと申しましょう」と虎という動物を毛嫌いしていた[157]。

- 山下は当時の日本人としては巨体であったが、見た目に反して運動神経に優れていた。特に乗馬技術に秀でており、演習においてはいくら激しく馬を疾駆させても落馬することはなかったという[11]。

- 関東防衛軍司令官時代の高級参謀だった片倉衷は、「例えば、自動車の中で満州問題などを話していると、聞いていないような恰好で眠っていると思うのだが、急に要点を衝く質問を私にする。これは私の話を聞いていて、要領よく重要な所だけを質問するのである。更に宴席のテーブルなどを決める時なども細かく指示を出されるのだが、これまた非常に適切であった[158]。」と回想する。山下は皇道派、片倉は統制派で「二・二六事件の関係から率直に言って敵だと考えていた」[158]が、暇を見つけては話す機会を作り、満州事情その他腹蔵なく話し合い、これは相当な人物で仕え甲斐があると感じたという[158]。また、大変な酒豪で芸者好きであった[158]。

- 第4師団長時代の官舎衛兵長だった原山義夫によれば、姿勢の悪い兵隊は必ず注意し、敬礼のやかましい人であったが、衛兵勤務を労って御馳走してくれる事もあったという[159]。

- 山下の礼儀作法に対する厳しさは部下の兵士だけではなく、ときには報道班員にも向けられた。作家の井伏鱒二が報道班員として徴用され、シンガポールの日本語新聞『昭南新聞』の編集者をしていたときに、軍に取材に訪れた井伏が宣伝班の事務室でぼんやりしていると、通りかかった山下が井伏の様子を見て、激昂して部屋に入ると「無礼者め」と怒鳴りながら井伏を見据えたという。井伏は慌てて直立不動の姿勢をとったが、山下はさらに「軍人は礼儀が大事だ」「徴員と言えども軍人だ」「そのくらいのことは宣誓式をした人間にはわかっている筈だ。軍人であることが、わかっている筈だ。無礼者、こんな者は追い返してしまえ。帰ってしまえ」と井伏を叱りつけた。散々叱りつけられた井伏は、このとき山下はシンガポール入城後で暇を持て余しており、機嫌が悪かったのではと推察している[160]。

- 礼儀作法に厳しい一方で人間的な魅力に溢れていたという証言も数多い。北京で南満洲鉄道が経営していた高級料亭「扶桑館」には政財界の大物や高級軍人が数多く訪れたが、女将をはじめ女子社員に最も好評であったのは山下だったという。女子社員の一人は同じ陸軍軍人たちと山下を比較して「寺内閣下からは、ちょっと肩を叩いてくれと言われることがあったが、山下閣下は自分からは全くそういうことは言わなかった」「肩をもんであげると山下閣下はすぐにもういいと言ったが、牟田口閣下はいつまでもいいと言わないので疲れたものだ」「本間閣下は気難しく、万事に手早くやらないと機嫌が悪くなった。阿南閣下も大変礼儀正しかったが、ちょっと冷たい感じだった。それに対し山下閣下はなんともいえず温かみのあるお方だった」「ご立派でございました」と述べている。山下の心遣いは「扶桑館」の下働きの女子社員にまで及んでおり、恋愛の相談まで受けていたほどであった[161]。

- 山下と牟田口は同じ皇道派に属していたため、粛軍人事により外地の中国に転任させられており、同じ境遇で個人的にも親しかった。両者は北京にあった日本大使館構内の官舎に居住していたが、牟田口は日本内地から腐葉土と円筒形の植木鉢を取り寄せて菊の栽培をしており、立派な大輪の花を咲かせたと山下に話すと、山下は「お前なんかに菊が作れるか」と全く信じようとしなかった。そんなある日、牟田口宅を訪ねた山下は、菊の立派さに驚くと同時に欲しくなり、一旦は牟田口を馬鹿にした手前、お願いすることができなかったので、泥棒が入ったと言って使用人をごまかすと、そのまま黙って菊を持って帰ってしまった。牟田口は事実を知っても山下を許して、残った菊を北京に駐在していた各国領事や武官たちに進呈して喜ばれている。戦後に牟田口はこのことを「山下奉文さんは、とぼけた人でしてね」と笑顔で振り返っている[162]。

- 終戦時の陸軍大臣であった阿南惟幾とは広島陸軍地方幼年学校以来の同期生であった。同期生では山下と阿南のほかにも、岡部直三郎、山脇正隆と大阪陸軍地方幼年学校に入校した藤江恵輔も含めて5人の大将経験者を出しており、この年次は優秀と言われることになった[163]。なかでも山下と阿南は仲がよく、また山下の妻・久子と阿南の妻・綾子が幼馴染だったこともあり、阿南と山下は家族ぐるみで親交を深めていた[164]。山下がフィリピンで苦闘していた頃、阿南は南方の第2軍司令官から航空総監兼航空本部長へ異動となり日本内地に帰ることとなったが、阿南は東京に帰る途中で、ルソン島に寄って、山下を激励したいと願ったが、サイゴンで、フィリピンの戦況に詳しい南方軍総参謀長沼田多稼蔵中将より現状を聞かされて、ルソン島行きを断念した。結局、この後に陸軍大臣となった阿南は敗戦の責任を取って自決したため、再会することはできなかった[165]。

### 「イエスかノーか」の趣旨

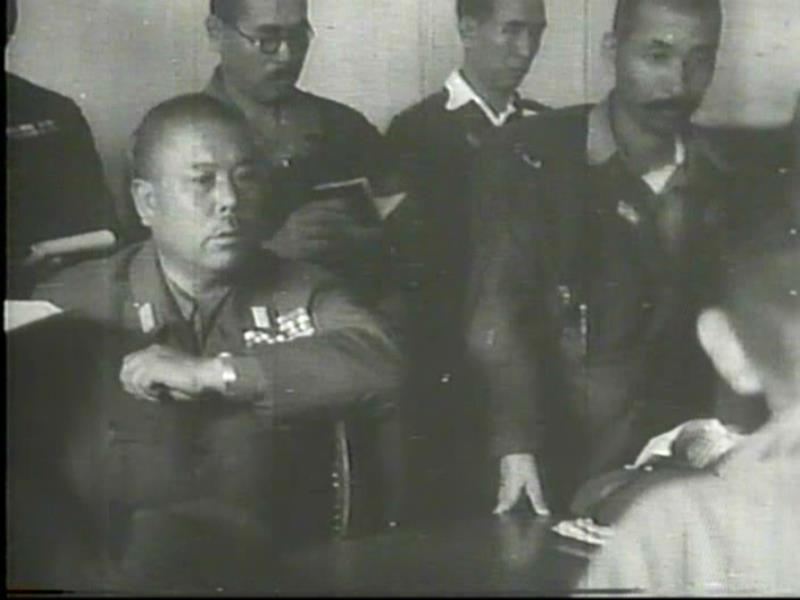
降伏交渉を撮影した映像の一場面。山下の向かって右隣にいる口ひげの将校が杉田。

前述のように、太平洋戦争緒戦のシンガポール攻略時に「イエスかノーか」と強圧的に降伏交渉を行ったと世間一般で広く語られた。これに対し、山下は自身の日記で、実際は「降伏する意思があるかどうかをまず伝えて欲しい」という趣旨を、菱刈隆文の通訳が分からないことに苛立って放った言葉であり、これが新聞等で脚色されたと書いている。
山下は1945年2月にルソン島で同盟通信に記者に取材を受けているが、その取材では以下のように話している。
山下の猛将ぶりを伝える逸話として捉えられていたが、山下本人は気にしていたようで、「敗戦の将を恫喝するようなことができるか」と否定したという。また、情報参謀として同席し、菱刈隆文に代わって通訳を行った杉田一次もこの出来事を否定している。
一方で、会見に立ち会ったカメラマンの石井幸之助によれば、山下は額に青筋を立てて「全面降伏するのか、イエスかノーか答えればよいのだ」とパ－シバルに迫り、なおもも駆引きを試みるパーシバルに対し、最後には、悠揚たる態度で椅子にこそ座っていたものの、全面降伏しないならば今夜10時を期して夜襲をかけると怒声を発したとしている。
この時の交渉を撮影した映像は、山下の迫力に満ちた表情と、パーシバルがしきりに目を瞬かせるのが印象的である。これは交渉を行った部屋が暗かったため、撮影フィルムの回転速度を落とした結果、通常再生でも早回しのようになったためである。

### 巨杉
故郷・大豊町には杉の大スギという「日本一の大杉」があり、山下はこの杉にちなんで雅号を「巨杉」とした。実際の山下も雅号に負けない堂々とした体格の持ち主であった。戦後、この大杉がある八坂神社の宮司が、山下を祀る「巨杉神社」を建立した。一時荒廃していたが、現在は「巨杉の杜」と改称して現在に至る。なお、この杉は美空ひばりにも縁がある。

### 山下大将の遺言
山下奉文は、処刑前に教誨師の森田正覚に日本人へ向けた遺言を残した。彼が最後に伝えたかったことは、戦時中の彼の行いに対する自責の念と自由を尊び平和を追求する新しい日本に対する理想であった。（遺言の全文は『山下奉文の追憶：三十年祭に際して』（山下九三夫 1976.2）に掲載されており、奈良県立図書情報館などで閲覧できる。なお、文字の欠落等があるが、ほぼ全文のリンクはこちら：
 ）
彼は、「新日本建設には、私達のような過去の遺物に過ぎない職業軍人或は阿諛追随せる無節操なる政治家、侵略戦争に合理的基礎を与えんとした御用学者等を断じて参加させてはなりません。」と言明し、日本再建の方向性について、「丁独戦争によって豊沃なるスレスリッヒ、ホルスタイン両州を奪はれたデンマークが再び武を用いる事を断念し不毛の国土を世界に冠たる欧州随一の文化国家に作り上げたように建設されるであろう事を信じて疑いません。」と述べた上で、第二次世界大戦の廃墟の中から日本が立ち直っていくときの4つの要素を示した。
- 1つ目は、日本人が倫理的判断に基づいた個人の義務履行。
この倫理観の欠如が、日本が世界からの信用を失ってしまった根本的な原因だと主張した。さらに日本人が間もなく得る自由が、この義務の観念を気づかせるのを難しくさせてしまうかもしれないと予測した。
「自由なる社会に於きましては、自らの意志により社会人として、否、教養ある世界人としての高貴なる人間の義務を遂行する道徳的判断力を養成して頂きたいのであります。此の倫理性の欠除という事が信を世界に失ひ醜を萬世に残すに至った戦犯容疑者を多数出だすに至った根本的原因であると思うのであります。
此の人類共通の道義的判断力を養成し、自己の責任に於て義務を履行すると云う国民になって頂き度いのであります。
諸君は、今他の地に依存することなく自らの道を切り開いて行かなければならない運命を背負はされているのであります。何人と雖も此の責任を回避し自ら一人安易な方法を選ぶ事は許されないのであります。こゝに於いてこそ世界永遠の平和が可能になるのであります。」
- 2つ目は、科学教育の振興。
彼は優れた科学が優れた兵器を生み出すことを認めながらも、核戦争の不安材料を恐れ、破壊よりも科学の平和的発展を主張した。
「敗戦の将の胸をぞくぞくと打つ悲しい思い出は我に優れた科学的教養と科学兵器が十分にあったならば、たとへ破れたりとはいへ斯くも多数の将兵を殺さずに平和の光輝く祖国へ再建の礎石として送還することが出来たであらうといふ事であります。私がこの期に臨んで申し上げる科学とは人類を破壊に導く為の科学ではなく未利用資源の開発或は生存を豊富にすることが平和的な意味に於て人類をあらゆる不幸と困窮から解放するための手段としての科学であります。」
- 3つ目は、女子の教育。
日本人の女性は、新しい自由と地位を尊び、世界の女性と共に平和の代弁者として団結しなければならないということ。「従順と貞節、これは日本婦人の最高道徳であり、日本軍人のそれと何等変る所のものではありませんでした。この虚勢された徳を具現して自己を主張しない人を貞女と呼び忠勇なる軍人と讃美してきました。そこには何等行動の自由或は自律性を持ったものではありませんでした。皆さんは旧殻を速かに脱し、より高い教養を身に付け従来の婦徳の一部を内に含んで、然も自ら行動し得る新しい日本婦人となって頂き度いと思うのであります。平和の原動力は婦人の心の中にあります。皆さん、皆さんが新に獲得されました自由を有効適切に発揮して下さい。自由は誰からも犯され奪はれるものではありません。皆さんがそれを捨てようとする時にのみ消滅するのであります。皆さんは自由なる婦人として、世界の婦人と手を繋いで婦人独自の能力を発揮して下さい。もしそうでないならば与えられたすべての特権は無意味なものと化するに違いありません。」
- 4つ目は、次代の人間教育への母としての責任。
「私のいう教育は幼稚園或は小学校入学時をもって始まるのではありません。可愛い赤ちゃんに新しい生命を与える哺乳開始の時を以て始められなければならないのであります。愛児をしっかりと抱きしめ乳房を哺ませた時何者も味う事の出来ない感情は母親のみの味いうる特権であります。愛児の生命の泉としてこの母親はすべての愛情を惜しみなく与えなければなりません。単なる乳房は他の女でも与えられようし又動物でも与えられようし代用品を以ってしても代えられます。然し、母の愛に代わるものは無いのであります。
母は子供の生命を保持することを考へるだけでは十分ではないのであります。
子供が大人となった時自己の生命を保持しあらゆる環境に耐え忍び、平和を好み、協調を愛し人類に寄与する強い意志を持った人間に育成しなければならないのであります。
………これが皆さんの子供を奪った私の最後の言葉であります。」

### 辞世の句
「待てしばし勲のこしてゆきし友 あとなしたいて我もゆきなむ」
尚、妻に宛てた辞世は
「満ちて欠け晴れと曇りにかわれどもとわに冴え澄む大空の月」
と伝えられる。

### 山下財宝
フィリピンで終戦時に作戦行動のための資金を密かに埋めたという伝説（山下財宝）があり、たびたび探索話が出て、M資金のような詐欺事件の舞台になっている。

### 軍刀
山下奉文のものとされる軍刀（少佐以上の陸軍将校が佩用する様式）が高知縣護國神社に伝わっている。ただし、戦後間もない昭和30年（1955年）ごろに編纂された同神社の資料に「御祭神陸軍大将山下奉文御使用品」と記載されている以外は情報が残っておらず、同神社は情報提供を求めている。

### 軍服・遺品
山下奉文のものとされている軍服および遺品が、陸上自衛隊善通寺駐屯地資料館（乃木館）に展示されている。

## 年譜
- 1900年（明治33年） - 9月1日 広島陸軍地方幼年学校入学（第4期生）。
- 1903年（明治36年） - 9月1日 陸軍中央幼年学校入学。
- 1905年（明治38年） - 11月25日 陸軍士官学校卒業（18期）。
- 1906年（明治39年） - 6月26日 歩兵少尉に進級。歩兵第11連隊附。
- 1907年（明治40年） - 6月 清国駐屯軍歩兵中隊附。
- 1908年（明治41年） - 12月 陸軍歩兵中尉に進級。
- 1910年（明治43年） - 12月 陸軍戸山学校教導隊附。
- 1913年（大正2年） - 12月13日 陸軍大学校入学。
- 1916年（大正5年） - 5月 陸軍大尉に進級。11月25日 陸軍大学校卒業（28期優等）。
- 1917年（大正6年） - 2月  結婚。歩兵第11連隊中隊長。8月 参謀本部附勤務。
- 1918年（大正7年） - 2月 参謀本部部員（ドイツ班）。
- 1919年（大正8年） - 4月 駐スイス公使館付武官補佐官。
- 1921年（大正10年） - 7月 ドイツ駐在。
- 1922年（大正11年） - 2月 帰国後、陸軍歩兵少佐に進級。7月22日 陸軍技術本部附兼軍務局課員（編制班長）。
- 1925年（大正14年） - 8月 陸軍歩兵中佐に進級。
- 1926年（大正15年） - 3月16日 陸軍大学校教官（兼任）。
- 1927年（昭和2年） - 2月22日オーストリア大使館兼ハンガリー公使館附武官。
- 1929年（昭和4年） - 5月19日 一夕会に参加。8月1日 陸軍歩兵大佐に進級。陸軍兵器本廠附（軍事調査部軍政調査会幹事）。
- 1930年（昭和5年） - 8月1日 歩兵第3連隊長。
- 1932年（昭和7年） - 4月11日 陸軍省軍事課長。
- 1934年（昭和9年） - 8月1日 陸軍少将に進級。
- 1935年（昭和10年） - 3月15日 陸軍省軍事調査部長。
- 1936年（昭和11年） - 3月10日 歩兵第40旅団長として朝鮮龍山へ。
- 1937年（昭和12年） -  8月26日 支那駐屯混成旅団長。11月1日 陸軍中将に進級。
- 1938年（昭和13年） - 7月15日 北支那方面軍参謀長。
- 1939年（昭和14年） - 9月23日 第4師団長に親補される。
- 1940年（昭和15年） - 7月22日 航空総監兼航空本部長に親補される。12月10日 ドイツ派遣航空視察団長。
- 1941年（昭和16年） - 6月9日 軍事参議官に親補される。7月17日 関東防衛軍司令官に親補される。11月6日 第25軍司令官に親補される。
- 1942年（昭和17年） - 7月1日 第1方面軍司令官に親補される。8月4日 満州国勲一等景雲章受章。
- 1943年（昭和18年） - 2月10日 陸軍大将に親任される。
- 1944年（昭和19年） - 9月26日 第14方面軍司令官に親補される。
- 1945年（昭和20年） - 12月7日 死刑判決（マニラ軍事裁判）
- 1946年（昭和21年） - 2月23日 刑死。

## 栄典
位階
- 1939年（昭和14年）12月15日 - 正四位
- 1942年（昭和17年）12月28日 - 従三位

勲章等
- 1934年（昭和9年）2月7日 - 勲三等瑞宝章[170]
- 1940年（昭和15年）4月29日 -  勲一等旭日大綬章
- 1941年（昭和16年）8月9日 - 勲一等瑞宝章[171]
- 功三級金鵄勲章

外国勲章佩用允許
- 1929年（昭和4年）11月2日[172]
  - ルーマニア王国： 王冠勲章三等（仏語）
  - オーストリア共和国： 功績勲章五等銀章（独語）
- 1941年（昭和16年）8月18日 - ドイツ国：ドイツ鷲勲章功労十字星章[173]
- 1942年（昭和17年）9月14日 - 満州国：勲一位景雲章[174]
- 1945年（昭和20年）7月31日 - 満州国： 勲一位龍光大綬章[175]

## 登場する作品
映画
- 悲劇の将軍 山下奉文（1953年） - 演：早川雪洲[176]
- 叛乱（1954年） - 演：石山健二郎[177]
- 重臣と青年将校 陸海軍流血史（1958年） - 演：小林重四郎[178]
- 銃殺（1964年） - 演：神田隆（役名は山上少将）[179]
- 日本暗殺秘録（1969年） - 演：神田隆[180]
- 復讐の裁判!?マレーの虎・山下将軍の悲劇 (1974年)  - 演:  (声:滝沢修) ※スタンリー・クレイマー制作・監督のテレビムービー　日本ではNETで放送
- ハリマオ（1989年） - 演：サンダー杉山[181]
- 226（1989年） - 演：高松英郎[182]
- 落陽（1992年） - 演：水野晴郎[183]
- シベリア超特急シリーズ（1996 - 2005年） - 演：水野晴郎

マンガ
- 叛乱! 二・二六事件[184]（1990年 - 1991年、監修：石橋恒喜、脚本：久保田千太郎、作画：貝塚ひろし、小学館）[185] [186][187]（2008年、宙出版）[188] （2019年、ゴマブックス）[189][190]
- 昭和天皇物語（2017年 - 、作：能條純一、原作：半藤一利『昭和史』、脚本：永福一成、監修：志波秀宇、小学館『ビッグコミックオリジナル』）